# Kossuth-díjasok listája
Lásd még: Kossuth-díjasok dátum szerinti listája

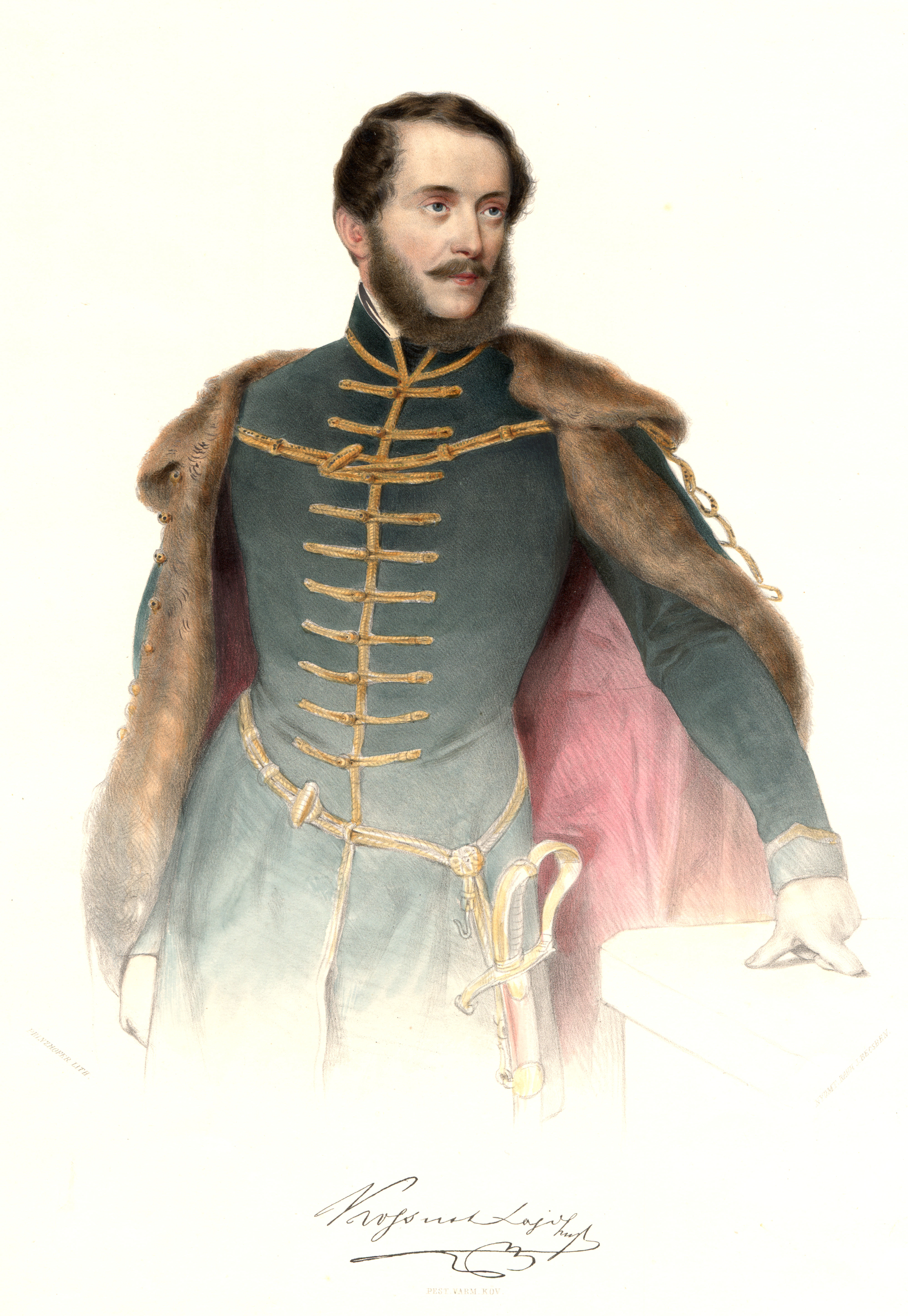
Kossuth Lajos a díj névadója

Az alábbi lista a Kossuth-díjjal kitüntetett személyeket sorolja fel a díj 1948-as alapítása óta. Kezdetben a tudomány, a művészet területén, valamint a szocialista termelőmunkában kiemelkedő teljesítményt nyújtó személyeket, csoportokat jutalmazták vele. Az Állami Díj 1963-as bevezetése után már csak a kimagasló művészeti, illetve kulturális tevékenységért adományozzák a Kossuth-díjat. A díjat 1990-ig a Minisztertanács, azt követően a köztársasági elnök adományozza. Alapításakor kettő, 1951-től három, 1953-tól (a nagydíj bevezetése után) négy fokozata volt. 1977-től újból kétfokozatú. Az egyik fokozat a „rendes” Kossuth-díj, a másik a megmaradt Kossuth-nagydíj. Az utóbbit 2021-ig tizenegy alkalommal adták át.
A listában a sorrend a következő: a díjazott neve után születési, illetve halálozási éve, majd a díjazott tevékenységi köre szerepel. Ezt követően zárójelben a díjazás éve (többszöri díjazás esetén évei), illetve hogy csoportos (cs), megosztott (m), posztumusz (p) vagy nagydíjban (n) részesült. Végül az 1977-ig meglévő különböző fokozatokat jelöljük. Külön szakaszban találhatóak azok a „csoportok”, amelynek nevében kapták egyes listában szereplők a Kossuth-díjat.
| Ábécé szerinti tartalomjegyzék                                                                           |
| --- |
| A, Á B C Cs D Dz Dzs E, É F G Gy H I, Í J K L Ly M N Ny O, Ó Ö, Ő P Q R S Sz T Ty U, Ú Ü, Ű V W X Y Z Zs |

## A, Á
- Ábrahám Ambrus Andor (1893–1989) zoológus, ideghisztológus (1953, II. fokozat)
- Ács Ernő (1907–1991) fizikus (1952, 1954, mindkettő I. fokozat)
- Ács Margit (1941) író, kritikus (2020)
- Aczél Tamás (1921–1994) író, költő, szerkesztő (1949, m, II. fokozat)
- Ádám Jenő (1896–1982) zeneszerző, karnagy (1957, II. fokozat)
- Ádám Ottó (1928–2010) rendező, színházigazgató (1965, III. fokozat)
- Adamis Anna (1943) előadóművész, zeneszerző (2023)
- Ágai Karola (1927–2010) operaénekes (2009)
- Agárdy Gábor (1922–2006) színész (1985)
- Ágh István (1938) író, költő, műfordító (1992)
- Ajtay Andor (1903–1975) színész, rendező (1954, II. fokozat)
- Ajtay Zoltán (1900–1983) bányamérnök (1951, I. fokozat)
- Akarat Endre (1909–1967) gépészmérnök (1948, m, I. fokozat)
- Aknay János (1949) festő (2010)
- Albert Gábor (1929–2017) író (2015)
- Albert János (1896–1973) vegyészmérnök (1960, II. fokozat)
- Albrecht József (1920–2001) vájár, robbantómester, politikus (1954, III. fokozat)
- Alexits György (1899–1978) matematikus (1951, II. fokozat)
- Alföldy Zoltán (1904–1992) orvos, mikrobiológus (1962, III. fokozat)
- Almási Éva (1942) színész (1997)
- Almási István (1922–1977) vájár (1960, III. fokozat)
- Almási Tamás (1948) filmrendező (2010)
- Almássy György (1919–1984) villamosmérnök (1962, II. fokozat)
- Almássy Károly (1913–1998) agrármérnök, pedagógus (1961, m, III. fokozat)
- Ambró Ilona (1903–1983) tanító (1955, III. fokozat)
- Ambrus Teréz (1925–1974) gépmunkás (1948, m, II. fokozat)
- Andics Erzsébet (1902–1986) politikus, történész (1949, II. fokozat)
- Andorai Péter (1948–2020) színész (1994)
- András Ferenc (1942–2024) filmrendező (2013)
- Andrikó István (1906–1981) állattenyésztő (1954, III. fokozat)
- Antal Károly (1909–1994) szobrász (1993)
- Apáthi Imre (1909–1960) színész, rendező (1954, II. fokozat)
- Arany Sándor (1899–1984) vegyészmérnök, talajvegyész (1958, II. fokozat)
- Ascher Oszkár (1897–1965) előadóművész, színházigazgató (1956, III. fokozat)
- Ascher Tamás (1949) színész, rendező (1992)
- Avar István (1931–2014) színész, politikus (1975, II. fokozat)

## B
- Babarczy László (1941–2022) rendező (1995)
- Babics Antal (1902–1992) orvos, sebész-urológus, politikus (1951, II. fokozat)
- Bachman Gábor (1952) építész, formatervező (2015)
- Bachman Zoltán (1945–2015) építész, műemlékvédelmi szakmérnök (2005)
- Bács Ferenc (1936–2019) színész (2015)
- Bacsó Péter (1928–2009) filmrendező (1985)
- Bahget Iskander (1943) fotóművész (2022)
- Bajor Gizi (1893–1951) színész (1948, I. fokozat)
- Bak Imre (1939–2022) festő (2002)
- Bakonyi József (1918–1991) kertészmérnök (1961, m, III. fokozat)
- Balassa Sándor (1935–2021) zeneszerző (1983)
- Balázs Béla (1884–1949) író, költő, filmesztéta (1949, II. fokozat)
- Balázs Fecó (1951–2020) előadóművész, zeneszerző (2016)
- Balázs János (1988) zongoraművész (2019)
- Balázs Józsefné Stelczer Erzsébet (1914–1992) fonónő (1962, III. fokozat)
- Balázs Mihály (1955) építész (2009)
- Balázs Péter (1943) színész, színigazgató (2012)
- Balázs Samu (1906–1981) színész (1951, II. fokozat)
- Báldy Bálint (1896–1971) állattenyésztő (1960, III. fokozat)
- Bálint András (1943) színész (2003)
- Bálint Endre (1914–1986) festő, grafikus (1985)
- Bálint Márta (1946) színész (2017)
- Balla Demeter (1931–2017) fotóművész (2004)
- Balla Imre (1909–?) villamosmérnök (1953, III. fokozat)
- Balla János (1909–1980) gazdasági vezető (1954, III. fokozat)
- Ballenegger Róbert (1882–1969) talajvegyész, agrogeológus (1957, II. fokozat)
- Baló József (1895–1979) orvos, patológus (1955, m, II. fokozat)
- Balogh János (1913–2002) zoológus, ökológus (1963, II. fokozat)
- Balogh József (1908–1992) tanár (1954, III. fokozat)
- Balogh Kálmán (1959) cimbalomművész (2025)
- Bán Ferenc (1940) építész (1994)
- Bán Frigyes (1902–1969) filmrendező (1950, m, I. fokozat; 1952, 1954; utóbbiak II. fokozat)
- Banda Ede (1917–2004) gordonkaművész (1958, cs, II. fokozat)
- Bánffy György (1927–2010) színész (2001)
- Banga Ilona (1906–1998) biokémikus (1955, m, II. fokozat)
- Banga Imre (1913–1985) földműves (1950, cs, II. fokozat)
- Bangó Ferenc (1977) hegedűművész (2022, m)
- Bangó Margit (1950) előadóművész (2006)
- Bánsági Ildikó (1947) színész (1996)
- Bara Margit (1928–2016) színész (2002)
- Barabás Tibor (1911–1984) író (1954, II. fokozat)
- Barakonyi László (1909–1983) üzemmérnök (1949, m, II. fokozat)
- Bárány Nándor (1899–1977) gépészmérnök (1951, II. fokozat)
- Baranyay András (1938–2016) grafikus (1999)
- Baranyi Ferenc (1937) költő, író, műfordító (2008)
- Baráth Antal (1905–1987) vasesztergályos (1948, m, II. fokozat)
- Baráti Kristóf (1979) hegedűművész (2014)
- Barcza Zsolt (1978) cimbalomművész (2013, m)
- Bárczi Géza (1894–1975) nyelvész (1952, II. fokozat)
- Bárczi Gusztáv (1890–1964) orvos, gyógypedagógus (1953, II. fokozat)
- Barcsay Jenő (1900–1988) festő, grafikus (1954, II. fokozat; 1985)
- Bárdos Lajos (1899–1986) zeneszerző, karmester (1955, II. fokozat)
- Bari Károly (1952) költő, műfordító, grafikus (2001)
- Barsy Béla (1906–1968) színész (1953, III. fokozat)
- Barsy Sarolta (1903–1980) növénynemesítő (1962, III. fokozat)
- Barta István (1910–1978) villamosmérnök (1957, II. fokozat)
- Barta József (1897–1987) építészmérnök (1957, II. fokozat)
- Barta Lajos (1878–1964) író (1956, II. fokozat)
- Bártfai Sándor (1894–1972) gazdasági vezető (1960, m, III. fokozat)
- Bartha László (1908–1998) festő, grafikus (1993)
- Bartók Béla (1881–1945) zeneszerző, zongoraművész (1948, p, I. fokozat)
- Bartók József (1977) nagybőgős (2013, m)
- Bartos Gyula (1872–1954) színész (1952, II. fokozat)
- Básti Juli (1957) színész (1993)
- Básti Lajos (1911–1977) színész (1955, II. fokozat)
- Báthy Anna (1901–1962) operaénekes (1954, II. fokozat)
- Bayer István (1909–1994) pedagógus, tankönyvszerző (1958, III. fokozat)
- Bayer Oszkár (1900–1980) vasesztergályos (1948, m, II. fokozat)
- Beck András (1911–1985) szobrász (1949, m, II. fokozat)
- Becze Gábor (1954) nagybőgős (2000, 2020 cs)
- Bede-Fazekas Csaba (1933) operaénekes (2015)
- Beke Dénes (1911–1962) kémikus (1949, II. fokozat)
- Beke Ferenc (1914–1988) agrármérnök (1959, II. fokozat)
- Beke Ödön (1883–1964) nyelvész (1960, II. fokozat)
- Békés András (1927–2015) rendező (1995)
- Békés Itala (1927–2025) színész (2010)
- Békésy Miklós (1903–1980) mezőgazdász (1954, III. fokozat)
- Belitzky József (1903–1961) csoportvezető (1949, m, II. fokozat)
- Bella István (1940–2006) költő, műfordító (2001)
- Bencsik István (1931–2016) szobrász (1992)
- Bencsik Mihály (1910–1988) földműves (1949, m, II. fokozat)
- Bencze László (1907–1992) festő, grafikus (1952, II. fokozat)
- Bencze Miklós (1922–?) vájár (1956, III. fokozat)
- Benczik Sándor (1903–1975) törzsállattenyésztő (1955, III. fokozat)
- Benedek Jenő, id. (1906–1987) festő (1952, II. fokozat)
- Benedek Marcell (1885–1969) író, irodalomtörténész, műfordító (1963, II. fokozat)
- Benedek Miklós (1946–2024) színész (2016)
- Benedikt Ottó (1897–1975) villamosmérnök (1958, II. fokozat)
- Benitz Zsigmond  (1901–1963) gépállomás-igazgató (1954, III. fokozat)
- Benjámin László (1915–1986) író, költő, politikus (1950, 1952; mindkettő II. fokozat)
- Benkó Sándor (1940–2015) dzsesszzenész (2006)
- Benkő Imre (1943) fotográfus (2025)
- Benkő László (1943–2020) zenész, zeneszerző (2013, m)
- Bényei Tamás (1964) dzsesszzenész (m, 2015)
- Bera Zsolt (1969) dzsesszzenész (m, 2015)
- Berczelly István (1938–2024) operaénekes (2020)
- Berecz András (1957) előadóművész, mesemondó (2011)
- Bereczky Endre (1896–1973) vegyészmérnök (1949, II. fokozat)
- Bereményi Géza (1946) író, dramaturg, filmrendező (2001)
- Berend T. Iván (1930) gazdaságtörténész (1961, m, III. fokozat)
- Berentey Ernő, id. (1889–1957) orvos, szülész-nőgyógyász (1949, II. fokozat)
- Berény Róbert (1887–1953) festő (1951, I. fokozat)
- Béres Ilona (1942) színész (2000)
- Béres János (1930–2022) furulyaművész, népzenekutató (2014)
- Bereznai Oszkár (1898–1989) gépészmérnök (1952, II. fokozat)
- Berkesi Sándor (1944) karnagy (2018)
- Bernáth Aurél (1895–1982) festő, író (1948, II. fokozat; 1970, I. fokozat)
- Bertalan Tivadar (1930–2025) festő, grafikus, látványtervező (2017)
- Bertók László (1935–2020) író, költő (2004)
- Bessenyei Ferenc (1919–2004) színész (1953, 1955; mindkettő II. fokozat)
- Bezerédi Zoltán (1955) színész, rendező (2010)
- Bezzegh László (1917–1990) erdőmérnök (1960, m, II. fokozat)
- Bihari Ferenc (1896–1968) földműves, gazdasági vezető (1951, II. fokozat)
- Bihari József (1901–1981) színész (1951, I. fokozat; 1953, II. fokozat)
- Biró Ferenc (1904–2006) gépészmérnök (1949, m, I. fokozat)
- Bíró Miklós (1933–2015) operatőr (2004)
- Bitskey Tibor (1929–2015) színész (2000)
- Blaskó Péter (1948) színész (2008, nem fogadta el a díjat, 2011)
- Bochner Endre Lajos (?) villamosmérnök (1952, II. fokozat)
- Bódi Béla (1899–1971) előhengerész (1952, II. fokozat)
- Bodó Elemér (1926–?) vájár, szakvezető aknász (1959, III. fokozat)
- Bodó Zalán (1919–1990) fizikus (1959, m, II. fokozat)
- Bodor Ádám (1936) író (2003)
- Bodrogi Gyula (1934) színész (2005)
- Bogányi Gergely (1974) zongoraművész (2004)
- Bogdán József (1909–1969) földműves (1948, m, I. fokozat)
- Bognár Géza (1909–1987) villamosmérnök, politikus (1949; 1956, m; mindkettő II. fokozat)
- Bognár Rezső (1913–1990) kémikus (1948, II. fokozat; 1962, I. fokozat)
- Bohus Zoltán (1941–2017) üvegtervező (2014)
- Bojtor Miklós (1918–1988) agrármérnök (1958, III. fokozat)
- Bojtos Károly (1962) kamarazenész (2004, cs)
- Bokros Birman Dezső (1889–1965) szobrász (1949, II. fokozat)
- Bólya József (1911–1966) gazdasági vezető (1950, m, II. fokozat)
- Bonkáló Tamás (1922–2008) gépészmérnök (1954, III. fokozat)
- Bonta József (1908–1982) építőmérnök (1953, III. fokozat)
- Boráros Imre (1944) színész (2014)
- Borbély Mihály (1919–?) textilmérnök (1953, III. fokozat)
- Borbély Mihály (1956) klarinétművész (2014, m)
- Bordás András (1921–1956) esztergályos (1954, III. fokozat)
- Bordás Lajos (1879–1960) mérnök (1949, m, II. fokozat)
- Boromisza Gyula (1914–?) gépészmérnök (1956, m, III. fokozat)
- Boros Gyula (1915–1986) tanító (1948, II. fokozat)
- Boross Lajos (1925–2014) előadóművész, prímás (2006)
- Bors János (1913–1985) gépészmérnök (1957, m, III. fokozat)
- Bors Károly (1906–1975) tervezőmérnök (1958, III. fokozat)
- Borsos Miklós (1906–1990) szobrász, éremművész, grafikus (1957, III. fokozat)
- Bortnyik Sándor (1893–1976) festő, grafikus, tervezőgrafikus (1973, II. fokozat)
- Borvendég Béla (1931–2014) építészmérnök (2004)
- Botvay Károly (1932) gordonkaművész (1970, cs, III. fokozat)
- Bozay Attila (1939–1999) zeneszerző (1990)
- Bozsik Yvette (1968) koreográfus, táncművész (2006)
- Bölöni György (1882–1959) író, publicista (1955, I. fokozat)
- Böszörményi Géza (1924–2004) filmrendező (2000, m)
- Bőzsöny Lajos (1926–?) fémöntő (1950, m, II. fokozat)
- Brczán Miroszláv tamburaművész (2014, m)
- Bretz Gábor (1974) operaénekes (2024)
- Bródy János (1946) előadóművész, zeneszerző, szövegíró (2000, cs)
- Bruckner Győző (1900–1980) kémikus, gyógyszervegyész (1949, 1955; mindkettő I. fokozat)
- Bruckner Lipót (1902–1969) cérnázómester, mérnök (1948, m, I. fokozat)
- Buda Ferenc (1936) költő, műfordító (2005)
- Budai Ilona (1951–2023) népdalénekes (2016)
- Budavári Károly (1910–1991) vájár (1955, III. fokozat)
- Budincsevits Andor (1905–1995) kémikus (1953, III. fokozat)
- Budó Ágoston (1914–1969) fizikus (1951, m, II. fokozat)
- Bugyi István (1898–1981) orvos, sebész (1949, II. fokozat)
- Bukta Imre (1952) festő, szobrász, grafikus (2023)
- Bulla Elma (1913–1980) színész (1956, II. fokozat)
- Bun József (1907–2000) gépészmérnök (1948, m, II. fokozat)
- Bunda János (1916–1989) ács (1953, III. fokozat)
- Buti Gyula (1917–1974) kőműves (1953, III. fokozat)
- Buti Sándor (1899–1992) tanár, iskolaigazgató (1960, III. fokozat)
- Buzágh Aladár (1895–1962) kémikus (1949, 1954; mindkettő I. fokozat)
- Buzási János (1912–1978) bányamérnök (1959, III. fokozat)

## C
- Cakó Ferenc (1950) grafikus, animációsfilm-rendező (2024)
- Cholnoky László (1899–1967) kémikus (1959, II. fokozat)
- Cholnoky Tibor (1901–1991) mérnök (1957, III. fokozat)
- Claus Alajos (1908–1988) kohómérnök (1948, m, II. fokozat)
- Czakó Gábor (1942–2024) író, publicista (2011)
- Czibere Tibor (1930–2023) gépészmérnök, politikus (1962, III. fokozat)
- Czifranics Mihály (1895–1984) földműves (1948, cs, I. fokozat)
- Czóbel Béla (1883–1976) festő, grafikus (1948, II. fokozat)
- Czukor Anna (1932–2008) építőipari munkás (1950, cs, II. fokozat)

## Cs
- Cságoly Ferenc (1948) építész (2003)
- Csákányi Eszter (1953) színész (2006)
- Csáki-Maronyák József (1910–2002) festő (1952, II. fokozat)
- Csanádi György (1905–1974) vasútépítő mérnök, politikus (1956, III. fokozat)
- Csanádi Imre (1920–1991) író, költő (1975, II. fokozat)
- Császár Ákos (1924–2017) matematikus (1963, III. fokozat)
- Csatkai Endre (1896–1970) művészettörténész, muzeológus (1954, m, III. fokozat)
- Cseh Tamás (1943–2009) előadóművész, énekes, zeneszerző (2001)
- Cseke Bálint (1901–1973) földműves (1948, cs, I. fokozat)
- Cseke István (1907–1987) művezető, brigádvezető (1962, III. fokozat)
- Cseke Péter (1953) színész, rendező (2021)
- Csenki Imre (1912–1998) karnagy, zeneszerző, népzenekutató (1952, m, II. fokozat)
- Cseperkálovics Antal (1909–1967) kohómérnök (1955, m, III. fokozat)
- Csepreghy Győző (1918–2014) textilmérnök (1952, II. fokozat)
- Cseres Tibor (1915–1993) író, újságíró (1975, II. fokozat)
- Cserhalmi György (1948) színész (1990)
- Csernus Mariann (1928) színész (2010)
- Csernus Tibor (1927–2007) festő, grafikus (1997)
- Cserny József (1939–2009) ipari formatervező (1993)
- Csete György (1937–2016) építész (1997)
- Csicsátka Antal (1911–1976) villamos- és postamérnök (1953, II. fokozat)
- Csík János (1964) hegedűművész (2013, m)
- Csikós Attila (1942–2017) építész, díszlet- és jelmeztervező (2001)
- Csikos Sándor (1941) színész (2022)
- Csíkszentmihályi Róbert (1940–2021) szobrász, éremművész (2013)
- Csíky András (1930–2024) színész (2021)
- Csiszár Imre (1950) rendező, színigazgató (2019)
- Csók István (1865–1961) festő (1948, m, I. fokozat; 1952, II. fokozat)
- Csomós Mari (1943–2023) színész (1996)
- Csonka Pál (1896–1987) építészmérnök (1954, III. fokozat)
- Csoóri Sándor (1930–2016) író, költő (1990; 2012, n)
- Csoóri Sándor, ifj. (1956) népzenész (2016)
- Csorba Géza (1892–1964) szobrász (1950, m, I. fokozat)
- Csorba Győző (1916–1995) költő, műfordító (1985)
- Csorba István (1919–1989) kazánfűtő (1951, II. fokozat)
- Csukás István (1936–2020) író, költő (1999)
- Csukás Zoltán (1900–1957) mezőgazdász, állatorvos (1954, II. fokozat)
- Csűrös Zoltán (1901–1979) vegyészmérnök (1953, II. fokozat)

## D
- Dabis László (1891–1956) orvos, higiénikus (1956, III. fokozat)
- Dallos András (1921–2012) fizikus (1955, m, III. fokozat)
- Danis Imréné (1912–2000) pedagógus (1952, m, II. fokozat)
- Dárday István (1940) filmrendező (2012)
- Darvas Iván (1925–2007) színész (1978, 1998)
- Darvas József (1912–1973) író, politikus (1956, I. fokozat; 1960, II. fokozat)
- Dávid Gyula (1913–1977) zeneszerző (1957, II. fokozat)
- Dávid Károly, ifj. (1903–1973) építészmérnök (1954, I. fokozat)
- Davida Leóné Bíró Erzsébet (1896–1976) pedagógus (1951, II. fokozat)
- Dayka Margit (1907–1986) színész (1952, II. fokozat)
- Deák János (1912–1977) esztergályos (1952, II. fokozat)
- Debreczeni Ferenc (1948) zenész (2013, m)
- Dege Lajos (1908–1966) főművezető (1949, I. fokozat)
- Deim Pál (1932–2016) festő, grafikus, szobrász (1993)
- Demeter László (1910–1988) vegyészmérnök (1953, III. fokozat)
- Demjén Ferenc (1946) előadóművész (2012)
- Dénes György, G. (1915–2001) dalszövegíró, műfordító (2001, p)
- Dénes Péter (1914–1974) gépészmérnök (1955, II. fokozat)
- Dercsényi Dezső (1910–1987) művészettörténész (1954, m, III. fokozat)
- Derkovits Gyula (1894–1934) festő (1948, p, I. fokozat)
- Déry Gabriella (1933–2014) operaénekes (2005)
- Déry Tibor (1894–1977) író, szerkesztő (1948, m, I. fokozat)
- Dés László (1954) dzsesszzenész, zeneszerző (2007)
- Dési Huber István (1895–1944) festő (1948, p, I. fokozat)
- Devecseri Gábor (1917–1971) költő, műfordító (1953, III. fokozat)
- Dévényi Sándor (1948) építész (1999)
- Devich Sándor (1935–2016) hegedűművész (1970, cs, III. fokozat)
- Dienes Endre (1904–1978) orvos (1954, III. fokozat)
- Diószegi László (1957) koreográfus (2022)
- Dischka Győző (1889–1986) gépészmérnök (1955, III. fokozat)
- Dobai Péter (1944) író, költő (2014)
- Dobos László (1930–2014) író (1994)
- Dobozy Imre (1917–1982) író, újságíró (1959, II. fokozat)
- Dogossy Ferenc (1909–1994) főgépész (1949, m, II. fokozat)
- Dohnányi Ernő (1877–1960) zeneszerző, karmester (1990, p)
- Domanovszky Endre (1907–1974) festő (1953, III. fokozat; 1956, II. fokozat)
- Dombai Tibor (1912–1990) geofizikus (1954, II. fokozat)
- Domján Bálint (1904–1990) földműves, brigádvezető (1950, cs, II. fokozat)
- Domján József (1907–1992) grafikus (1956, III. fokozat)
- Domokos István (1920–1982) vájár, brigádvezető (1962, III. fokozat)
- Domonkos Endre (1919–?) gépészmérnök (1952, II. fokozat)
- Donhoffer Szilárd (1902–1999) orvos (1961, II. fokozat)
- Dózsa Imre (1941–2024) balettművész (1978)
- Döbrentei Kornél (1946) költő (2025)
- Dörner György (1953) színész, színigazgató (2020)
- Dráfi Mátyás (1942) színész, rendező (2023)
- Dresch Mihály (1955) dzsesszzenész (2022)
- Duba Gyula (1930–2024) író (2023)
- Dubniczky Mihály (1910–1991) olvasztár (1957, III. fokozat)
- Dubrovay László (1943) zeneszerző (2013)
- Dudich Endre (1895–1971) zoológus, entomológus (1957, II. fokozat)
- Dunai Ernő (1911–1988) nyomdász (1949, m, I. fokozat)
- Durkó Zsolt (1934–1997) zeneszerző (1978)

## E, É
- Eck Imre (1930–1999) koreográfus, díszlettervező, festő (1978)
- Ecker Ferenc (1896–1978) mérnök (1955, II. fokozat)
- Eckhardt Sándor (1890–1969) nyelvész, irodalomtörténész (1990, p)
- Éder György (1949) csellóművész (2022, m)
- Egerszegi Sándor (1920–1974) agrokémikus (1956, III. fokozat)
- Egerváry Jenő (1891–1958) matematikus (1949, 1953; mindkettő II. fokozat)
- Égető Ernő (1919–1991) agronómus (1950, cs, II. fokozat)
- Egry József (1883–1951) festő (1948, m, I. fokozat)
- Egyed László (1914–1970) geofizikus (1957, II. fokozat)
- Eiben István (1902–1958) operatőr, rendező (1955, III. fokozat)
- Ék Sándor (1902–1975) festő, grafikus (1951, I. fokozat)
- Elek Judit (1937) filmrendező, író, dramaturg (2008)
- Elekes Ferenc (1905–1967) vájár (1953, III. fokozat)
- Elekes Lajos (1914–1982) történész (1953, II. fokozat)
- El Kazovszkij (1950–2008) festő, díszlet- és jelmeztervező (2002)
- Ember Győző (1909–1993) történész (1949, II. fokozat)
- Eörsi István (1931–2005) író, költő, műfordító (2005)
- Eötvös Péter (1944–2024) zeneszerző, karmester (2002, 2024, n)
- Eperjes Károly (1954) színész (1999)
- Erdei Ferenc (1910–1971) agrárközgazdász, szociológus, politikus (1948, 1962; mindkettő II. fokozat)
- Erdély Mátyás (1976) operatőr (2016)
- Erdélyi Elek (1912–1969) geodéta (1960, m, III. fokozat)
- Erdélyi Gyula (1913–1980) géplakatos, szövödei művezető (1951, II. fokozat)
- Erdélyi Miklós (1928–1993) karmester (1975, II. fokozat)
- Erdélyi Tibor (1932–2025) táncművész, koreográfus (2020)
- Erdélyi Zsuzsanna (1921–2015) etnográfus, folklorista (2001)
- Erdey László (1910–1970) kémikus (1951, 1958; mindkettő II. fokozat)
- Erdey-Grúz Tibor (1902–1976) fizikus, kémikus, politikus (1950, II. fokozat; 1956, m, II. fokozat)
- Erdős István (1940–2019) bábszínész (1999, cs)
- Erdős Pál (1913–1996) matematikus (1958, I. fokozat)
- Eredics Áron (1983) tamburaművész (2014, m)
- Eredics Gábor (1955) előadóművész, zenekarvezető (2014, m)
- Eredics Kálmán (1952) nagybőgős (2014, m)
- Éri Péter (1953–2023) népzenész (1999, cs)
- Ernst Jenő (1895–1981) orvos, biofizikus (1948, I. fokozat; 1956, II. fokozat)
- Erős Imre (1889–1974) építészmérnök (1954, II. fokozat)
- Erőssy Lajos (1879–1952) tervezőmérnök (1949, m, II. fokozat)
- Érsek Gyula (1911–1988) hengerész (1954, III. fokozat)
- Ertl Róbert (1901–1985) mérnök (1953, m, III. fokozat)
- Esterházy Péter (1950–2016) író, publicista (1996)
- Eszenyi Enikő (1961) színész, rendező (2001)
- Esztergályos Cecília (1943) színész (2018)
- Esztó Péter (1885–1965) bányamérnök (1952, II. fokozat)

## F
- Fábián Magdolna (1914–1993) befűző (1948, m, I. fokozat)
- Fábik József (1916–1980) kőműves (1950, m, I. fokozat)
- Fábri Zoltán (1917–1994) filmrendező, színész (1953, III. fokozat; 1955, II. fokozat; 1970, I. fokozat)
- Facsinay László(wd) (1909–1985) geofizikus (1953, II. fokozat)
- Fajó János (1937–2018) festő (2008)
- Faludy György (1910–2006) író, költő, műfordító (1994)
- Falvay Attila (1958) hegedűművész (2022, m)
- Faragó András (1919–1993) operaénekes (1985)
- Faragó Laura (1949) énekművész (2018)
- Fári László(wd) (1898–1953) vegyészmérnök (1951, II. fokozat)
- Farkas Ádám (1944) szobrász (2016)
- Farkas Árpád (1944–2021) író, költő, műfordító (2018)
- Farkas Ferenc (1905–2000) zeneszerző (1950, II. fokozat; 1991)
- Farkas József (1921–2005) gazdasági vezető (1959, III. fokozat)
- Farkasdi Zoltán (1908–2001) építész (1952, II. fokozat)
- Farkasdy Zoltán (1928–1989) építész (1988)
- Fehér István (1907–1986) vegyészmérnök (1948, m, I. fokozat)
- Fehér László (1953) festő (2000)
- Fejér Lipót (1880–1959) matematikus (1948, I. fokozat)
- Fejes Endre (1923–2015) író (1975, II. fokozat)
- Fejes Sándor (1907–1977) kertészmérnök (1961, III. fokozat)
- Fejes Tóth László (1915–2005) matematikus (1957, II. fokozat)
- Fekete György (1932–2020) belsőépítész (2012)
- Fekete Lajos (1891–1969) történész, turkológus (1956, II. fokozat)
- Feledy Gyula (1928–2010) festő, grafikus (1978)
- Feleki Kamill (1908–1993) színész (1953, II. fokozat)
- Feleki Sári (1920–1995) színész (1975, III. fokozat)
- Féner Tamás (1938) fotóművész (2010)
- Ferencsik János (1907–1984) karmester (1951, II. fokozat; 1961, I. fokozat)
- Ferencz István (1944) építészmérnök (2006)
- Ferencz Marcel (1970) építészmérnök (2025)
- Ferenczes István (1945) költő, író (2019)
- Ferenczfy-Kovács Attila (1951) látvány- és díszlettervező, építész (2002)
- Ferenczi Ödön (1914–?) acélöntő (1950, m, II. fokozat)
- Ferenczy Béni (1890–1967) szobrász (1948, II. fokozat; 1965, I. fokozat)
- Ferenczy Noémi (1890–1957) gobelinművész (1948, I. fokozat)
- Fernbach Antal (1921–1975) traktoros (1955, III. fokozat)
- Fésűs Éva (1926–2019) író, költő (2017)
- Feuer (Fejér) Klára (1911–1958) pedagógus (1949, m, II. fokozat)
- Finta József (1935–2024) építészmérnök (1996)
- Fischer Ádám (1949) karmester (2008)
- Fischer Annie (1914–1995) zongoraművész (1949, m; 1955, 1965; mindhárom I. fokozat)
- Fischer Iván (1951) karmester (2006)
- Fodor András (1929–1997) író, költő, műfordító (1992)
- Fodor Gábor Béla (1915–2000) kémikus (1950, 1954; mindkettő II. fokozat)
- Fodor János (1906–1973) operaénekes (1953, II. fokozat)
- Fodor József (1898–1973) író, költő, műfordító, újságíró (1957, II. fokozat)
- Fodor László (1969) dzsesszzenész (m, 2015)
- Fodróczi Lajos (1915–1991) földműves, gazdasági vezető (1953, III. fokozat)
- Fogarasi Béla (1891–1959) filozófus (1952, II. fokozat)
- Fogarasi János (1907–1995) kohómérnök (1953, III. fokozat)
- Foltin Jolán (1943–2019) koreográfus, táncművész (1995)
- Fonó Albert (1881–1972) gépészmérnök (1956, I. fokozat)
- Fónyi Géza (1899–1971) festő (1970, II. fokozat)
- Forgó László (1907–1985) gépészmérnök (1952, II. fokozat)
- Földes László (1945) zenész, előadóművész (2011)
- Földes Pál (1900–1975) textilmérnök (1954, III. fokozat)
- Földessy Gyula (1874–1964) irodalomtörténész (1951, II. fokozat)
- Földi Péter (1949) festő (2007)
- Földi Zoltán (1895–1987) vegyészmérnök (1952, II. fokozat)
- Földvári Aladár(wd) (1906–1973) geológus (1951, I. fokozat)
- Földvári Jenő (1903–1981) vonalmester (1948, m, II. fokozat)
- Frank László (1910–1990) kohómérnök (1950, II. fokozat)
- Frenák Pál (1957) táncművész, koreográfus (2021)
- Frenreisz Károly (1946) előadóművész (2017)
- Freud Géza (1922–1979) matematikus (1959, III. fokozat)
- Freund Mihály (1889–1984) vegyész- és olajmérnök (1950, II. fokozat)
- Fried Henrik (1900–1993) tervezőmérnök (1955, m, III. fokozat)
- Fried Péter (1960) operaénekes (2025)
- Fuchs László (1924) matematikus (1953, III. fokozat)
- Fülep Lajos (1885–1970) művészettörténész, művészetfilozófus, református lelkész (1957, II. fokozat)
- Fülöp Mihály (1915–1979) gépésztechnikus (1950, II. fokozat)
- Fülöp Viktor (1929–1997) balettművész, koreográfus (1962, m, II. fokozat)
- Fülöp Zoltán (1907–1975) díszlettervező (1951, II. fokozat)
- Füst Milán (1888–1967) író, költő (1948, m, I. fokozat)

## G
- Gaál István (1933–2007) filmrendező (1991)
- Gábor Andor (1884–1953) író, újságíró (1953, p, I. fokozat)
- Gábor Miklós (1919–1998) színész, író (1953, II. fokozat)
- Gábor Sándorné Szorger Rozália (1914–?) selyemszövő (1948, m, I. fokozat)
- Gádor István (1891–1984) keramikus (1955, III. fokozat; 1975, I. fokozat)
- Gagyi-Pálffy András(wd) (1918–1988) bányamérnök (1963, III. fokozat)
- Gál Endre(wd) (1902–?) mérnök (1952, m, I. fokozat)
- Gál István (1917–1979) bányamérnök, közgazdász (1961, II. fokozat)
- Galambos Erzsi (1931–2023) színész (2002)
- Galánfi András (1945) faragó népművész (2017)
- Galbács István dzsesszzenész (m, 2015)
- Gálffi László (1952) színész (2007)
- Galgóczi Erzsébet (1930–1989) író, politikus (1978)
- Gáll István (1931–1982) író (1978)
- Gallai Tibor (1912–1992) matematikus (1956, III. fokozat)
- Gálvölgyi János (1948) színész, humorista (2005)
- Garai Gábor (1929–1987) költő, műfordító, kritikus (1965, II. fokozat)
- Garai József (1912–2000) vájár, frontmester (1963, III. fokozat)
- Garas Dezső (1934–2011) színész (1988)
- Gáspár Margit (1905–1994) író, műfordító, színigazgató (1951, II. fokozat)
- Gáspár Sándor (1956) színész (2009)
- Gazda Géza (1899–1981) mérnök, politikus (1952, II. fokozat)
- Géczi Gyula (1911–1979) gazdasági vezető, földműves (1948, cs, I. fokozat)
- Gegesi Kiss Pál (1900–1993) orvos, gyermekgyógyász (1953, III. fokozat)
- Geiger György (1944) trombitaművész (2009)
- Geleji Sándor (1898–1967) kohómérnök (1951, I. fokozat; 1955, II. fokozat)
- Gellért Endre (1914–1960) rendező (1950, 1953; mindkettő II. fokozat)
- Gellért Oszkár (1886–1967) költő, író, újságíró (1949, m, II. fokozat)
- Gémes Ferenc (1909–1993) földműves (1950, cs, II. fokozat)
- Gera Zoltán (1923–2014) színész (2013)
- Gerber Károly (1911–?) mérnök (1952, m, I. fokozat)
- Gerecs Árpád (1903–1982) vegyészmérnök, kémikus (1950, m, I. fokozat)
- Gerendás Mihály (1908–1976) biokémikus (1949, II. fokozat)
- Gerevich László (1911–1997) művészettörténész, régész, muzeológus (1954, III. fokozat)
- Gergely Ágnes (1933) író, költő, műfordító (2000)
- Gergely Ferenc (1914–1998) orgonaművész, organológus, kántor (1994)
- Gergely Sándor (1896–1966) író (1949, m, I. fokozat; 1956, II. fokozat)
- Gerlei Ferenc (1901–1970) orvos, patológus, könyvtáros (1961, III. fokozat)
- Gerlóczi Lajosné (1900–1978) tanító (1952, m, II. fokozat)
- Gerő Ernő (1898–1980) politikus, közgazdász (1949, I. fokozat)
- Gertler Viktor (1901–1969) filmrendező (1957, II. fokozat)
- Geszler Mária (1941) keramikus (2018)
- Gillemot László (1912–1977) gépészmérnök, anyagtudós (1949, I. fokozat; 1957, II. fokozat)
- Gilyén Jenő (1918–2011) építészmérnök (1954, II. fokozat)
- Glatz Oszkár (1872–1958) festő (1952, II. fokozat)
- Gnädig Béla (1906–1979) építész- és építőmérnök (1957, m, II. fokozat)
- Gnädig Miklós (1908–1993) építészmérnök (1953, II. fokozat)
- Gobbi Hilda (1913–1988) színész (1949, II. fokozat)
- Goda Gábor (1911–1996) író (1966, III. fokozat)
- Gombás Pál (1909–1971) fizikus (1948, 1950, m; mindkettő I. fokozat)
- Gond Ferenc (1919–?) gépészmérnök (1956, m, III. fokozat)
- Gorka Géza (1894–1971) keramikus (1963, II. fokozat)
- Gorup Ferenc (1894–1963) gépészmérnök (1956, II. fokozat)
- Gothár Péter (1947) filmrendező, díszlet- és jelmeztervező (1997)
- Gózon Gyula (1885–1972) színész (1954, II. fokozat)
- Gömöri Pál (1905–1973) orvos, belgyógyász (1957, III. fokozat)
- Gönye Lajos (1905–1991) földműves, gazdasági vezető (1951, II. fokozat)
- Görbe János (1912–1968) színész (1951, II. fokozat)
- Görgey Gábor (1929–2022) író, rendező (2006)
- Görömbei András (1945–2013) irodalomtörténész (2000)
- Gregor József (1940–2006) operaénekes (1999)
- Greguss Pál, id. (1889–1984) növényanatómus, paleobotanikus (1958, II. fokozat)
- Grendel Lajos (1948–2018) író (1999)
- Gross Arnold (1929–2015) festő, grafikus (1995)
- Grunwalsky Ferenc (1943–2025) filmrendező, operatőr (2004)
- Gryllus Dániel (1953) előadóművész (2000, 2020 cs)
- Gryllus Vilmos (1951) zenész (2000, 2020 cs)
- Gulyás Dénes (1954) operaénekes (2016)
- Gulyás Gyula (1944–2008) szobrász (2007)
- Gulyás Gyula (1944) filmrendező (2021)
- Gulyás János (1946–2021) filmrendező (2021)
- Gulyás Lajos (1915–?) traktoros (1948, m, II. fokozat)
- Guszmann József (1875–1956) orvos, bőrgyógyász (1951, II. fokozat)

## Gy
- Gyárfás József (1875–1965) mezőgazdász (1955, II. fokozat)
- Gyarmathy Lívia (1932–2022) filmrendező (2000)
- Gyarmathy Tihamér (1915–2005) festő, grafikus (1990)
- Gyémánt László (1935) festő (2015)
- Gyöngyösi Károly (1919–?) földműves (1948, m, I. fokozat)
- Gyöngyössy Katalin (1940) színész (2019)
- Győrffy Barna (1911–1970) növénygenetikus, biokémikus (1949, II. fokozat)
- Györfi Sándor (1951) szobrász, éremművész (2018)
- György Júlia (1896–1977) neurológus, gyermekpszichiáter (1962, III. fokozat)
- Gyulai Líviusz (1937–2021) grafikus, animációsfilm-rendező (2004)
- Gyulai Zoltán (1887–1968) fizikus (1953, II. fokozat)
- Gyurkó István (1911–1959) vájár (1958, III. fokozat)
- Gyurkó László (1930–2007) író, publicista (1980)
- Gyurkovics Mária (1913–1973) operaénekes (1951, II. fokozat)
- Gyurkovics Tibor (1931–2008) író, költő, publicista (1994)
- Gyükér Barnabás (1920–1990) főgépész (1954, III. fokozat)

## H
- Hágai Katalin (1961) balettművész (1998)
- Hager Ritta (1931) textilművész (2003)
- Hajnóczi Gyula (1920–1996) építészmérnök, régész (1990)
- Hajós György (1912–1972) matematikus (1951, 1962; mindkettő II. fokozat)
- Halász András (1890–1975) bányamérnök (1953, m, III. fokozat)
- Halász Judit (1942) színész, énekes (2001)
- Hall József (1899–1962) tisztifőorvos (1948, II. fokozat)
- Halmágyi Tibor (1932–1960) villamosmérnök (1959, m, II. fokozat)
- Halmy Miklós (1931–2021) festőművész, grafikus, szobrász (2020)
- Hamar Dániel (1951) népzenész (1999, cs)
- Hammer Jakab (1911–1982) kőműves (1954, III. fokozat)
- Hámori Ildikó (1947) színész (2014)
- Hámos György (1910–1976) író, forgatókönyvíró, lapszerkesztő (1951, II. fokozat)
- Hamvas Béla (1897–1968) filozófus, író, műfordító (1990, p)
- Hanzó Lajos (1915–1964) nevelés- és agrártörténész (1955, III. fokozat)
- Harangozó Gyula (1908–1974) balettművész, koreográfus (1956, II. fokozat)
- Harangozó Gyula, ifj. (1956) balettművész (2012)
- Haraszti István (1903–1968) gépészmérnök (1961, III. fokozat)
- Harasztÿ István (1934–2022) szobrász (2000)
- Hargitai Géza (1958–2023) hegedűművész (1997, m)
- Harkányi Endre (1934–2025) színész (2010)
- Harrer Antal (1912–1987) vasbetonszerelő (1956, III. fokozat)
- Harsányi Gábor (1945) színész, író (2021)
- Hartai Rudolf (1900–1976) kábelmester (1948, m, II. fokozat)
- Határ Győző (1914–2006) író, költő, műfordító, építész, filozófus (1991)
- Hatvany Lajos (1880–1961) irodalomtörténész, író, kritikus (1959, II. fokozat)
- Haumann Péter (1941–2022) színész (1985)
- Havas András (1891–1954) mikrobiológus (1950, II. fokozat)
- Havas Ferenc (1935–2007) balettművész (1965, m, III. fokozat)
- Háy Gyula (1900–1975) drámaíró, műfordító (1951, II. fokozat)
- Haynal Imre (1892–1979) orvos, belgyógyász (1957, II. fokozat)
- Hazay István (1901–1995) geodéta (1955, III. fokozat)
- Házi Árpád (1908–1970) vármegyei alispán (1948, II. fokozat)
- Házy Erzsébet (1929–1981) operaénekes (1970, II. fokozat)
- Heckenast Gusztáv (1922–1999) történész, neveléstudós (1949, m, II. fokozat)
- Hegedűs D. Géza (1953) színész (2009)
- Hegedűs Endre (1954) zongoraművész (2014)
- Hegyi Barnabás (1914–1966) operatőr (1950, m, II. fokozat)
- Heigl László (1981) előadóművész (2024, m)
- Heinczinger Miklós (1976) előadóművész (2024, m)
- Heinrich Kálmán (1915–1994) gépészmérnök (1956, m, II. fokozat)
- Heller László (1907–1980) gépészmérnök (1951, II. fokozat)
- Heltai Jenő (1871–1957) író, költő (1957, I. fokozat)
- Hencze Tamás (1938–2018) grafikus, festő (2004)
- Herke Sándor (1882–1970) talajvegyész (1955, III. fokozat)
- Hernádi Gyula (1926–2005) író (1999)
- Hernádi Lajos (1906–1986) zongoraművész (1956, II. fokozat)
- Herold Sándor (1902–1978) szerszámkészítő (1948, m, II. fokozat)
- Herskó János (1926–2011) filmrendező (2006)
- Hetényi Géza (1894–1959) orvos, belgyógyász (1950, 1955; mindkettő II. fokozat)
- Hetey Katalin (1924–2010) szobrász, festő, grafikus (2009)
- Hevesi Gyula (1890–1970) vegyészmérnök, közgazdász, politikus (1959, II. fokozat)
- Hidas Antal (1899–1980) író, műfordító (1962, II. fokozat)
- Hidasi István (1919–1992) bányamérnök (1958, II. fokozat)
- Hildebrand István (1928–2022) operatőr (2019)
- Hincz Gyula (1904–1986) festő, grafikus (1958, III. fokozat)
- Hodek József (1906–1968) gazdasági vezető (1954, III. fokozat)
- Hoffmann Ferenc (1911–1996) orvos, tüdőgyógyász (1948, II. fokozat)
- Hoffmann Sándor (1899–1992) vegyészmérnök (1948, II. fokozat)
- Hofgard Károly (1922–1984) villamosmérnök (1959, m, II. fokozat)
- Hofi Géza (1936–2002) színész, humorista, előadóművész (1998)
- Holló Aurél (1966) kamarazenész (2004, cs)
- Holló László (1887–1976) festő, grafikus (1961, II. fokozat)
- Homoki Nagy István (1914–1979) filmrendező, operatőr (1952, II. fokozat)
- Homoróczky Imre (1921–1990) gazdasági vezető (1950, m, II. fokozat)
- Hont Ferenc (1907–1979) rendező (1949, II. fokozat)
- Honthy Hanna (1893–1978) színész, operetténekes (1953, II. fokozat)
- Hornicsek László (1923–2014) belsőépítész, formatervező (1980)
- Horvai István (1922–2004) rendező, színigazgató (1951, II. fokozat; 1953, III. fokozat)
- Horváth Ádám (1930–2019) televíziós rendező (2007)
- Horváth Ede (1924–1998) vasesztergályos, vezérigazgató (1950, m, I. fokozat)
- Horváth István (1917–1948) földműves, gazdasági vezető (1948, cs, p, II. fokozat)
- Horváth István (1927) gépészmérnök (1957, m, III. fokozat)
- Horváth János (1878–1961) irodalomtörténész (1948, I. fokozat)
- Horváth János (1912–1977) mozdonyfűtő (1952, m, II. fokozat)
- Horváth János, ifj. (1911–1977) klasszika-filológus (1955, III. fokozat)
- Horváth Jánosné Bátai Ilona (1934) építőipari munkás (1950, cs, II. fokozat)
- Horváth József (1901–1976) lakatos (1948, m)
- Horváth József (1924–2004) színész (1992)
- Horváth Kornél (1954) dzsesszzenész (2008)
- Horváth László (1921–1990) gépészmérnök, közgazdász (1956, III. fokozat)
- Horváth Sándor (1925–2001) vájár (1957, III. fokozat)
- Horváth Teri (1929–2009) színész (1973, II. fokozat)
- Hosnyánszky János (1922–2006) földműves, gazdasági vezető (1952, II. fokozat)
- Hubay Miklós (1918–2011) író, műfordító (1994)
- Huszák István (1906–1995) orvos, neurológus (1960, III. fokozat)
- Huszárik Zoltán (1931–1981) filmrendező, grafikus (1990, p)
- Huszka Ernőné Fábián Ilona (1907–2001) tanár (1953, III. fokozat)
- Huszti Péter (1944) színész, rendező (1978)
- Husztics Lajos (1918–1990) vájár (1956, III. fokozat)
- Huzella Péter (1949) dalszerző, előadóművész (2000, cs)
- Hűvösvölgyi Ildikó (1953) színész (2015)

## I, Í
- Iglódi István (1944–2009) rendező, színész (1998)
- Ignácz Pál (1911–1992) villamosmérnök (1959, III. fokozat)
- Illés Béla (1895–1974) író (1950, I. fokozat; 1955, II. fokozat)
- Illés Endre (1902–1986) író, kritikus, műfordító, könyvkiadó (1963, II. fokozat)
- Illés György (1914–2006) operatőr (1950, m, II. fokozat; 1973, II. fokozat)
- Illés Lajos (1942–2007) előadóművész, zeneszerző (2000, m)
- Illyés Gyula (1902–1983) író, költő (1948, 1953, 1970; mindhárom I. fokozat)
- Ilosfalvy Róbert (1927–2009) operaénekes (1965, II. fokozat)
- Imre István (1918–1983) festő, grafikus (1953, m, III. fokozat)
- Issekutz Béla (1886–1979) farmakológus, gyógyszervegyész (1952, II. fokozat)
- Ivánovics György (1904–1980) mikrobiológus, bakteriológus (1948, 1952; mindkettő II. fokozat)
- Iványi János (1908–1972) traktoros (1948, m, II. fokozat)
- Iványi József (1920–1967) brácsaművész (1958, cs, II. fokozat)

## J
- Jáky József (1893–1950) építőmérnök (1948, II. fokozat)
- Jámbor László (1911–1995) operaénekes (1963, II. fokozat)
- Jancsó Adrienne (1921–2006) előadóművész (1995)
- Jancsó Miklós (1921–2014) filmrendező (1973, II. fokozat; 2006)
- Jancsó Miklós (1903–1966) orvos, belgyógyász, farmakológus (1948, 1955; mindkettő II. fokozat)
- Jandó Jenő (1952–2023) zongoraművész (1997)
- Janikovszky Éva (1926–2003) író (2003)
- Jankovich Ferenc (1907–1971) író, költő (1956, II. fokozat)
- Jankovics Marcell (1941–2021) rajzfilmrendező, kultúrtörténész, illusztrátor (1978)
- Jánosik János (1906–1977) öntő (1951, m, II. fokozat)
- Jánoskúti Márta (1942) jelmeztervező (2009)
- Jánossy Lajos (1912–1978) fizikus (1951, II. fokozat)
- Jantsky Béla (1908–1991) geológus (1953, II. fokozat)
- Járdányi Pál (1920–1966) zeneszerző, népzenekutató (1954, II. fokozat)
- Jászberényi Márk (1973) programozó matematikus (2013, m)
- Jávori Ferenc (1946) zeneszerző, zenekarvezető (2014)
- Jávorka Sándor (1883–1961) flórakutató, geobotanikus (1952, II. fokozat)
- Jékely Zoltán (1913–1982) költő, műfordító (1990, p)
- Jeles András (1945) rendező (2008)
- Jenei Lajos (1915–1998) olvasztár (1953, III. fokozat)
- Jeney Endre (1891–1970) orvos, patológus, higiénikus (1963, II. fokozat)
- Jeney Zoltán (1943–2019) zeneszerző (2001)
- Jodál Sándor (1901–1969) gépészmérnök (1948, II. fokozat)
- Jókai Anna (1932–2017) író (1994; 2014, n)
- Jónás Gyuláné (1897–1979) magkészítő (1951, II. fokozat)
- Jónás Lajos (1914–1987) tanító (1954, III. fokozat)
- Jordán Károly (1871–1959) matematikus (1956, II. fokozat)
- Jordán Tamás (1943) színész, rendező, színigazgató (1996)
- Jovánovics György (1939) szobrász (1997)
- József Attila (1905–1937) költő (1948, p)
- Juhász Ferenc (1928–2015) költő, lapszerkesztő (1951, II. fokozat; 1973, I. fokozat)
- Juhász József (?) vasbetonszerelő (1951, II. fokozat)
- Juhász Zoltán (1962) dzsesszzenész (m, 2015)
- Julesz Miklós (1904–1972) orvos, belgyógyász (1962, II. fokozat)
- Jurcsik Károly (1928–2009) építészmérnök (1993)
- Jurics Károly (1904–1998) géplakatos (1951, II. fokozat)
- Juronics Tamás (1969) balettművész, koreográfus (2009)

## K
- Kacsó Sándor (1896–1962) agronómus (1958, m, III. fokozat)
- Kádár György (1912–2002) festő, grafikus (1952, m, II. fokozat)
- Kadocsa Gyula (1880–1962) entomológus (1955, III. fokozat)
- Kadosa Pál (1902–1983) zeneszerző, zongoraművész (1950, II. fokozat; 1975, I. fokozat)
- Káel Csaba (1961) rendező, igazgató (2020)
- Kaesz Gyula (1897–1967) bútortervező, iparművész (1956, III. fokozat)
- Kalász Márton (1934–2021) író, költő, műfordító (2013)
- Kállai Ferenc (1925–2010) színész (1973, II. fokozat)
- Kállai Kiss Ernő (1939–2023) klarinét- és tárogatóművész (2003)
- Kallós Zoltán (1926–2018) népzenegyűjtő, folklorista (1996; 2017, n)
- Kálmán György (1922–2000) bányamérnök (1956, III. fokozat)
- Kálmán György (1925–1989) színész (1970, III. fokozat)
- Kálmándi Mihály (1959) operaénekes (2019)
- Kalmár László (1900–1980) filmrendező (1952, II. fokozat)
- Kalmár László (1905–1976) matematikus (1950, II. fokozat)
- Kalmár Magda (1944) operaénekes (2003)
- Kamp Salamon (1958) karnagy (2017)
- Kampis Miklós (1935–2020) építész (2001)
- Kántás Károly (1912–1991) geofizikus, geológus (1952, II. fokozat)
- Kántor Sándor (1894–1989) fazekas népművész (1978)
- Kányádi Sándor (1929–2018) író, költő, műfordító (1993)
- Kapoli Antal (1867–1957) juhász, faragó népművész (1955, III. fokozat)
- Kapus Gyula (1897–1989) orvos, gyermekgyógyász (1952, II. fokozat)
- Kapuváry Jenő (1919–1995) gépészmérnök (1957, m, III. fokozat)
- Karácsonyi Béla (1919–1995) történész (1949, m, II. fokozat)
- Karátson Gábor (1935–2015) festő, író (2006)
- Kardos László (1898–1987) irodalomtörténész, kritikus, műfordító (1953, II. fokozat)
- Kardos László (1918–1980) néprajzkutató (1948, II. fokozat)
- Kardos Sándor (1944) operatőr, rendező (2010)
- Kardos Tibor (1908–1973) irodalomtörténész, filológus (1956, III. fokozat)
- Karinthy Ferenc (1921–1992) író (1955, III. fokozat)
- Karinthy Márton (1949–2019) rendező (2013)
- Kárpáti Aurél (1884–1963) író, kritikus (1960, II. fokozat)
- Kaspár Adolf (1915–1988) mezőgazdász (1950, m, II. fokozat)
- Kass János (1927–2010) grafikus, szobrász (1999)
- Kassai Ilona (1928) színész (1963, III. fokozat)
- Kassák Lajos (1887–1967) író, költő, festő, lapszerkesztő (1965, I. fokozat)
- Kaszapovics András (1916–1963) földműves, egyéni gazdálkodó (1948, II. fokozat)
- Kátai Zoltán (1954–2020) énekmondó, előadóművész (2019)
- Kazimir Károly (1928–1999) rendező (1965, III. fokozat)
- Kazinczi László (1921–1986) vájár (1956, III. fokozat)
- Keilwert Vilmos (1905–1998) gépészmérnök (1953, II. fokozat)
- Kelemen Barnabás (1978) hegedűművész (2012)
- Kelemen László (1960) zeneszerző (2025)
- Kelen Péter (1950) operaénekes (1997)
- Keleti Éva (1931) fotóművész (2017)
- Keleti Márton (1905–1973) filmrendező (1951, II. fokozat; 1953, III. fokozat; 1954, II. fokozat)
- Keller András (1960) hegedűművész (2021)
- Kemenesy Ernő (1891–1985) agrármérnök (1954, II. fokozat)
- Kemény Gábor (1883–1948) pedagógus, író (1948, II. fokozat)
- Kemény Henrik (1925–2011) bábszínész, bábkészítő (2005)
- Kemény Imre (1891–1974) fogorvos (1950, II. fokozat)
- Kende János (1941) operatőr (1994)
- Kenessey Jenő (1905–1976) zeneszerző, karmester (1953, III. fokozat)
- Kepenyes Pál (1926–2021) ötvösművész, szobrász (2020)
- Kerekes András (1908–1992) gazdasági vezető (1955, III. fokozat)
- Kerényi Imre (1943–2018) rendező, színigazgató (2002)
- Kerényi Jenő (1908–1975) szobrász (1955, III. fokozat)
- Kerényi József Péter (1939–2016) építészmérnök, díszlettervező (1992)
- Kerényi Miklós Gábor (1950) rendező, színigazgató (2008)
- Keres Emil (1925–2016) színész, színigazgató (1965, III. fokozat)
- Kéri Lajos (1912–1985) párttitkár (1950, m, II. fokozat)
- Kern András (1948) színész (2007)
- Kerpel-Fronius Ödön (1906–1984) orvos, gyermekgyógyász (1951, II. fokozat)
- Kertai György (1912–1968) geológus (1953, II. fokozat)
- Kertész Ákos (1932–2022) író, dramaturg (2008)
- Kertész András (1924–1994) mozdonyfűtő (1950, m, I. fokozat)
- Kertész Imre (1929–2016) író, műfordító (1997)
- Kertész István (1902–1990) kovács (1957, III. fokozat)
- Keserü Ilona (1933) festő, grafikus (2000)
- Keveházi Gábor (1953) balettművész, koreográfus (1990)
- Kévés György (1935–2024) építész (2007)
- Kincses Veronika (1948) operaénekes (1980)
- Király István (1921–1989) irodalomtörténész (1953, III. fokozat)
- Király József (1930–2013) belsőépítész (1996)
- Király László (1943) író, költő (2022)
- Király Levente (1937–2024) színész (2003)
- Kirchner Tóbiás (1891–1973) asztalos (1948, m, II. fokozat)
- Kis József (1917–1990) filmrendező (1975, II. fokozat)
- Kisfaludi Strobl Zsigmond (1884–1975) szobrász (1950, I. fokozat; 1953, II. fokozat)
- Kisléghi Nagy Ádám (1961) festő (2019)
- Kis Nagy József (1905–1980) bányamérnök (1953, III. fokozat)
- Kiss Anna (1939) író, költő (2016)
- Kiss Árpád (1889–1968) kémikus (1955, II. fokozat)
- Kiss Árpád (1918–1970) mérnök, politikus (1954, II. fokozat)
- Kiss-B. Atilla (1963) operaénekes (2014)
- Kiss Benedek (1943) költő, műfordító (2018)
- Kiss Ferenc (1899–1966) orvos, anatómus (1952, II. fokozat)
- Kiss István (1919–?) fejőgulyás (1954, III. fokozat)
- Kiss István (1923–2012) kémikus (1963, III. fokozat)
- Kiss István (1927–1997) szobrász, politikus (1970, III. fokozat)
- Kiss János (1959) balettművész (2008)
- Kiss Lajos (1881–1965) etnográfus (1948, II. fokozat)
- Kiss László (1890–1972) tanár (1959, III. fokozat)
- Kiss Manyi (1911–1971) színész (1957, III. fokozat)
- Kiss Tamás (1922–1991) földműves, gazdasági vezető (1951, II. fokozat)
- Kiss Nagy András (1930–1997) szobrász, éremművész (1975, III. fokozat)
- Kiszlinger József (1924–1966) esztergályos (1951, II. fokozat)
- Klaniczay Tibor (1923–1992) irodalomtörténész (1955, III. fokozat)
- Kmetty János (1889–1975) festő (1949, II. fokozat)
- Kniezsa István (1898–1965) nyelvész, szlavista (1953, III. fokozat)
- Knoll István (1917–1970) gépészmérnök (1960, m, III. fokozat)
- Kóbor János (1943–2021) előadóművész (2013, m)
- Kobzos Kiss Tamás (1950–2015) előadóművész (2014)
- Koch Sándor (1896–1983) mineralógus (1953, III. fokozat)
- Kocsár Miklós (1933–2019) zeneszerző (2000)
- Kocsis András (1905–1976) szobrász (1953, m, II. fokozat)
- Kocsis Pál (1884–1967) ampelológus, növénynemesítő (1959, II. fokozat)
- Kocsis Zoltán (1952–2016) zongoraművész, karmester (1978, 2005)
- Kodály Zoltán (1882–1967) zeneszerző, népzenekutató (1948, I. fokozat; 1952, 1957; mindkettő n)
- Kodolányi Gyula (1942) költő, műfordító, irodalomtörténész (2020)
- Kodolányi János (1899–1969) író (1990, p)
- Kohán György (1910–1966) festő (1966)
- Kokas Ignác (1926–2009) festő (1983)
- Kókay Krisztina (1943) textilművész (2025)
- Kolbai Károly (1901–1972) agrármérnök (1957, II. fokozat)
- Kollányi Ágoston (1913–1988) filmrendező (1958, III. fokozat)
- Kolláth László (1912–1983) népművelő (1955, III. fokozat)
- Kollonitsch János (1920–1999) kémikus (1950, m, I. fokozat; 1953, II. fokozat)
- Kolonits Klára (1969) operaénekes (2020)
- Kolozsvári Grandpierre Emil (1907–1999) író, kritikus, műfordító (1980)
- Koltai Lajos (1946) operatőr (1985)
- Koltay Gergely (1952) zenész, szövegíró (2019)
- Koltay György (1899–1961) erdész (1954, III. fokozat)
- Komlós Péter (1935–2017) hegedűművész, hangversenymester (1970, cs, III. fokozat; 1997, m)
- Komlósi Ildikó (1959) operaénekes (2016)
- Komlóssy Erzsébet (1933–2014) operaénekes (1973, II. fokozat)
- Komor Vilmos (1895–1971) karmester (1963, II. fokozat)
- Kompolthy Tivadar (1914–1993) kémikus (1953, III. fokozat)
- Koncz Gábor (1938) színész, rendező (1997; 2025, n)
- Koncz Zsuzsa (1946) előadóművész (2008)
- Kondor Béla (1931–1972) festő, grafikus (1990, p)
- Konecsni György (1908–1970) festő, grafikus (1950; 1952, m; mindkettő II. fokozat)
- Konok Tamás (1930–2020) festő (1998)
- Konrád György (1933–2019) író, szociológus, kiadói szerkesztő (1990)
- Kónya Lajos (1914–1972) költő, író (1950, 1953; mindkettő II. fokozat)
- Koós Iván (1927–1999) bábtervező (1999, cs)
- Korach Mór (1888–1975) vegyészmérnök (1958, II. fokozat)
- Korányi Imre (1896–1989) statikus, építőmérnök (1955, III. fokozat)
- Korbuly János (1893–1976) gépészmérnök (1963, m, I. fokozat)
- Korniss Péter (1937) fotóművész (1999)
- Kórodi András (1922–1986) karmester (1970, II. fokozat)
- Kósa Ferenc (1937–2018) filmrendező (2007)
- Koszta József (1861–1949) festő (1948, II. fokozat)
- Kóta József (1906–1979) bányamérnök (1951, I. fokozat)
- Kóti Árpád (1934–2015) színész (2014)
- Kotlán Sándor (1887–1967) parazitológus (1951, II. fokozat)
- Kovács Ákos (1968) előadóművész (2012)
- Kovács Alajos (1898–1967) építőmérnök (1948, m, I. fokozat)
- Kovács András (1925–2017) filmrendező (1970, III. fokozat)
- Kovács András Ferenc (1959–2023) költő, műfordító (2010)
- Kovács Apollónia (1926–2012) előadóművész, színész (2011)
- Kovács Béla (1937–2021) klarinétművész (1988)
- Kovács Dénes (1930–2005) hegedűművész (1963, II. fokozat)
- Kovács Dezsőné (1913–2004) tanár (1952, m, II. fokozat)
- Kovács Endre (1911–1985) történész, irodalomtörténész (1955, III. fokozat)
- Kovács István (1913–1996) fizikus (1951, m, II. fokozat)
- Kovács János (1928–1992) kőműves, brigádvezető (1950, cs, II. fokozat)
- Kovács János (1951) karmester (2001)
- Kovács József (1912–1983) pedagógus (1950, II. fokozat)
- Kovács Károly Pál (1907–1989) villamosmérnök (1953, III. fokozat)
- Kovács Kati (1944) előadóművész, dalszerző, színésznő (2014)
- Kovács László (1908–1962) pedagógus, népművelő (1954, III. fokozat)
- Kovács László (1923–1984) vájár (1957, III. fokozat)
- Kovács Margit (1902–1977) keramikus, szobrász (1948, II. fokozat)
- Kovács Miklós (1928) kékfestő, iparművész (2019)
- Kovács Péter (1943–2019) festő (2008)
- Kovácsházy Ernő (1913–1975) gépészmérnök (1954, II. fokozat)
- Kováts Adél (1962) színész (2009)
- Kováts Ferenc, ifj. (1913–1997) orvos, tüdőgyógyász (1955, m, III. fokozat)
- Kováts Kolos (1948) operaénekes (1992)
- Kováts Nóra  (1931–2009) balettművész (1953, m, III. fokozat)
- Kozák András (1942–2005) színész (1996)
- Kozma László (1902–1983) villamosmérnök (1948, m, I. fokozat)
- Kő Pál (1941–2020) szobrász (2001)
- Kőhalmi Béla (1884–1970) könyvtártudományi szakíró (1956, III. fokozat)
- Kőnig Rezső (1900–1971) farmakológus, kémikus (1955, III. fokozat)
- Körmendi János (1926–2008) színész (2005)
- Körner József (1907–1971) építészmérnök (1959, m, II. fokozat)
- Krasznahorkai László (1954) író (2004)
- Kreybig Lajos (1879–1956) agrokémikus (1950, II. fokozat; 1954, I. fokozat)
- Kristóf Ágota (1935–2011) író (2011)
- Kubik Anna (1957) színész (2011)
- Kubinyi Anna (1949–2015) textil- és gobelinművész (2013)
- Kuczka Péter (1923–1999) költő, műfordító (1954, III. fokozat)
- Kugler Lajos (1916–1990) hengerész, brigádvezető (1951, II. fokozat)
- Kulin László (1901–1989) orvos, gyermekgyógyász (1953, II. fokozat)
- Kulka János (1958) színész (2006)
- Kun Zsuzsa  (1934–2018) balettművész (1962, m, II. fokozat)
- Kund Ede (1884–1970) gépészmérnök (1954, II. fokozat)
- Kunkovács László (1942) fotóművész (2015)
- Kunos Tamás (1970) brácsaművész (2013, m)
- Kurtág György (1926) zeneszerző (1973, II. fokozat; 1996)
- Kurucz D. István (1914–1996) festő (1985)
- Kutas László (1936–2023) szobrász, éremművész (2023)
- Kutasy Lajos (1909–1990) mérnök (1960, III. fokozat)
- Kútvölgyi Erzsébet (1950) színész (2008)

## L
- Labanc Mihály (1908–1980) kőműves, brigádvezető (1955, III. fokozat)
- Ladányi Andrea (1961) balettművész, koreográfus, rendező (2020)
- Ladányi Ferenc (1909–1965) színész (1952, II. fokozat)
- Lajos Tamás (1964) operatőr (2025)
- Lajtha László (1892–1963) zeneszerző, népzenekutató (1951, I. fokozat)
- Lakatos Albert (1901–1986) gyárigazgató (1959, II. fokozat)
- Lakatos Gabriella (1927–1989) balettművész (1957, III. fokozat)
- Lakatos István (1927–2002) író, költő, műfordító (1995)
- Lakatos Mónika (1978) előadóművész (2022)
- Laki Kálmán (1909–1983) orvos, biokémikus (1948, II. fokozat)
- Lakner László (1936) festő, grafikus (1998)
- Lantos Ferenc (1929–2014) festő (2010)
- Lantos István (1949) zongoraművész (2018)
- László Antal (1922–1982) vegyészmérnök (1952, II. fokozat)
- Lászlóffy Aladár (1937–2009) költő, író, műfordító (1998)
- Latabár Kálmán (1902–1970) színész (1950, m, I. fokozat)
- Latinovits Zoltán (1931–1976) színész (1990, p)
- Lator László (1927–2023) költő, műfordító, esszéíró (1995)
- Lázár Antal (1941) építészmérnök (2005)
- Lázár Barnabás (1912–2007) tanár, iskolaigazgató (1963, III. fokozat)
- Lázár Ervin (1936–2006) író (1996)
- Lázár Kati (1948) színész, rendező (2004)
- Laziczius Gyula (1896–1957) nyelvész, irodalomtörténész (1990, p)
- Lehel György (1926–1989) karmester (1973, II. fokozat)
- Lehoczky Zsuzsa (1936) színész (2004)
- Lehr Ferenc (1910–1982) gépészmérnök (1962, III. fokozat)
- Lehrbaum Ferenc (1882–1962) nyomdász (1949, m, I. fokozat)
- Lendvay Kamilló (1928–2016) zeneszerző (1998)
- Léner Péter (1936) rendező (2006)
- Lengyel Béla (1903–1990) kémikus (1955, II. fokozat)
- Lengyel György (1936) rendező, színigazgató (2018)
- Lengyel József (1896–1975) író, költő (1963, II. fokozat)
- Lengyel Lajos (1904–1978) grafikus, könyvművész (1961, III. fokozat)
- Lengyel Péter (1939) író (2010)
- Lévai András (1908–2003) energetikai mérnök, gépészmérnök (1949, II. fokozat)
- Ligeti András (1953–2021) karmester (2007)
- Ligeti György (1923–2006) zeneszerző (2003)
- Ligeti Lajos (1902–1987) nyelvész, orientalista (1949, II. fokozat)
- Lipovetz Iván (1916–1997) kohómérnök (1953, III. fokozat)
- Lipták János (1910–1984) mérnök (1956, III. fokozat)
- Lipták Pál (1922–2007) könyvtáros, festő, grafikus (1954, III. fokozat)
- Liska József (1883–1961) villamosmérnök (1954, II. fokozat)
- Lissák Kálmán (1908–1982) orvos, fiziológus (1954, II. fokozat)
- Liszony Béla (?–1961) gyártmányszerkesztő (1954, II. fokozat)
- Littmann Imre (1913–1984) orvos, sebész (1954, I. fokozat)
- Litvin József (1902–1983) lakatos (1961, III. fokozat)
- Lokker Antal (1913–1977) mozdonyfűtő (1950, m, I. fokozat)
- Losonczi Pál (1919–2005) földműves, gazdasági vezető, politikus (1956, III. fokozat)
- Losonczy György (1905–1972) operaénekes (1956, II. fokozat)
- Lossonczy Tamás (1904–2009) festő (1994)
- Lovas Ilona (1946–2021) textilművész (2020)
- Lovas Lajos (1914–1967) földműves, gazdasági vezető (1951, II. fokozat)
- Lovasi András (1967) előadóművész, énekes (2010)
- Lovász Irén (1961) népdalénekes (2021)
- Loy Árpád (1906–1987) frontmester, vájár (1952, II. fokozat)
- Lőcsei János (1893–1967) mozdonyvezető (1952, m, II. fokozat)
- Lőrinczy Endre (1891–1969) mérnök (1953, m, III. fokozat)
- Ludmann László (1921–2015) gépészmérnök (1955, III. fokozat)
- Lugosi Ferenc (1910–1976) vájár (1951, II. fokozat)
- Lukács Ervin (1928–2011) karmester (1996)
- Lukács Gyöngyi (1967) operaénekes (2008)
- Lukács György (1885–1971) esztéta, filozófus (1948, I. fokozat; 1955, n)
- Lukács József (1925–2017) villamosmérnök (1952, II. fokozat)
- Lukács Margit (1914–2002) színész (1963, II. fokozat)
- Lukács Miklós (1905–1986) karmester (1973, II. fokozat)
- Lukács Pál (1919–1981) brácsaművész (1965, III. fokozat)
- Lukács Sándor (1947) színész (2016)
- Lukáts Andor (1943–2025) színész, rendező (2006)
- Lux László (1909–2002) építészmérnök (1953, III. fokozat)
- Lükő Gábor (1909–2001) néprajzkutató, szociálpszichológus (2001)
- Lyka Károly (1869–1965) művészettörténész (1952, I. fokozat; 1964, n)

## M
- Maár Gyula (1934–2013) filmrendező (2010)
- Machovits István (1906–1995) darutervező mérnök (1953, II. fokozat)
- Mácsai Pál (1961) színész, rendező, színigazgató (2014)
- Macsali Sándor (1913–1976) kőműves, brigádvezető (1956, III. fokozat)
- Madaras József (1937–2007) színész, rendező (1996)
- Madarassy István (1948) ötvösművész, szobrász (2019)
- Madarász Iván (1949) zeneszerző (2016)
- Mádi Szabó Gábor (1922–2003) színész (1998)
- Magyar Ilona (1889–1968) tanító (1952, m, II. fokozat)
- Major Máté (1904–1986) építész, építészettörténész (1949, II. fokozat)
- Major Tamás (1910–1986) színész, rendező, színigazgató, politikus (1948, 1955; mindkettő I. fokozat)
- Majorosi Marianna (1969) előadó- és táncművész (2013, m)
- Makk Károly (1925–2017) filmrendező (1973, II. fokozat)
- Makkai Ádám (1935–2020) költő, nyelvész (2011, 2016, n)
- Makláry Zoltán (1896–1978) színész (1954, II. fokozat)
- Makó Péter (1979) klarinétművész (2013, m)
- Makoldi Mihályné Lissák Katalin (1913–1999) tanár (1956, III. fokozat)
- Makovecz Imre (1935–2011) építész, belsőépítész (1990)
- Makrisz Agamemnon (1913–1993) szobrász (1978)
- Maleczky Oszkár (1894–1972) operaénekes (1957, II. fokozat)
- Mándi Andor (1891–1972) gépészmérnök (1957, II. fokozat)
- Mándoki László (1953) előadóművész (2024)
- Mandula Ferenc (1901–1973) vegyész, szerológus (1949, II. fokozat)
- Mándy Iván (1918–1995) író (1988)
- Manninger Gusztáv Adolf (1910–1982) mezőgazdász (1954, II. fokozat)
- Manninger Rezső (1890–1970) állatorvos (1950, 1961; mindkettő I. fokozat)
- Márai Sándor (1900–1989) író, költő (1990, p)
- Marek József (1868–1952) állatorvos (1949, I. fokozat)
- Margitai Ági (1937–2014) színész (2010)
- Margóczi István (1909–1991) olvasztár (1950, II. fokozat)
- Máriássy Félix (1919–1975) filmrendező (1956, III. fokozat)
- Márk János (1903–1987) villamoshegesztő (1950, m, II. fokozat)
- Márk Tivadar (1908–2003) iparművész, jelmeztervező (1952, II. fokozat)
- Márki Lajos (1921–1996) habarcsterítő, kőműves (1950, cs, II. fokozat)
- Markó Iván (1947–2022) balettművész, koreográfus (1983)
- Márkus László (1927–1985) színész (1983)
- Marót Károly (1885–1963) klasszika-filológus (1961, II. fokozat)
- Maróti Lajos (1896–1974) gépészmérnök (1957, m, III. fokozat)
- Marsall László (1933–2013) költő, műfordító (2002)
- Martini Károly (1891–1979) gépészmérnök (1950, II. fokozat)
- Marton Endre (1917–1979) rendező (1957, III. fokozat; 1970, II. fokozat)
- Marton Éva (1943) operaénekes (1997)
- Marton Géza (1880–1957) jogtudós (1957, I. fokozat)
- Marton László (1925–2008) szobrász (2003)
- Marton László (1943–2019) rendező, színigazgató (2003)
- Martyn Ferenc (1899–1986) festő, grafikus (1973, II. fokozat)
- Marx György (1927–2002) fizikus (1955, III. fokozat)
- Máté Gábor (1955) színész, rendező (2009)
- Máthé Erzsi (1927–2023) színész (1985)
- Máthé Imre (1911–1993) botanikus (1955, III. fokozat)
- Máthé Tibor (1943) operatőr (2008)
- Matolcsy Kálmán (1922–1997) vegyészmérnök (1955, III. fokozat)
- Mátrai Gyula (1905–1977) építészmérnök (1950, 1956; mindkettő II. fokozat)
- Mattyasovszky Zsolnay László (1912–1992) vegyészmérnök (1950, II. fokozat)
- Matuz István (1947) fuvolaművész (2010)
- Mátyás Mária (1924–1999) operaénekes (1953, III. fokozat)
- Maucha Rezső (1884–1962) kémikus, hidrobiológus (1954, II. fokozat)
- Maurer Dóra (1937) festő, grafikus, filmkészítő (2003)
- Mayer Károly (1918–?) égető (1953, III. fokozat)
- Mécs Károly (1936–2025) színész (2013, 2021, n)
- Medgyaszay Vilma (1885–1972) színész (1958, II. fokozat)
- Medgyessy Ferenc (1881–1958) szobrász (1948, II. fokozat; 1957, I. fokozat)
- Medve Ferenc (1916–?) előhengerész (1958, III. fokozat)
- Medveczky Ádám (1941) karmester (2011)
- Megyeri Endréné Kosáry Julianna (1906–1969) védőnő (1954, III. fokozat)
- Megyik János (1938) szobrász (2006)
- Méhes György (1916–2007) író (2002)
- Méhes János (1925–1981) kombájnos, szerelő (1960, III. fokozat)
- Mekis József (1910–1984) politikus, vezérigazgató (1948, I. fokozat)
- Melczer Miklós (1891–1985) orvos, bőrgyógyász (1955, III. fokozat)
- Meleg János (1925–1955) földműves (1948, m, I. fokozat)
- Melis György (1923–2009) operaénekes (1962, II. fokozat)
- Melocco Miklós (1935) szobrász (1988)
- Mensáros László (1925–1993) színész (1980)
- Méray Tibor (1924–2020) író, újságíró (1953, II. fokozat)
- Mérei Ferenc (1909–1986) pszichológus, neveléstudós (1949, II. fokozat)
- Mesterházi Lajos (1916–1979) író (1962, II. fokozat)
- Mészáros Ági (1918–1989) színész (1950, m, I. fokozat; 1954, II. fokozat)
- Mészáros Imre (1925–1954) traktoros (1948, m, II. fokozat)
- Mészáros István (1910–2006) állatorvos (1963, III. fokozat)
- Mészáros István (1930–2017) filozófus, esztéta (1956, külföldre távozása után megvonták)
- Mészáros József (1920–1988) vájár (1954, III. fokozat)
- Mészáros Márta (1931) filmrendező (1990)
- Mészáros Pál (1913–1980) jogász, vasúti üzemszervező (1962, III. fokozat)
- Mészöly Dezső (1918–2011) író, költő, műfordító (1999)
- Mészöly Gyula (1910–1974) biológus, növénynemesítő (1956, II. fokozat)
- Mészöly Miklós (1921–2001) író (1990)
- Mezei Gábor (1935) belsőépítész, bútortervező (2023)
- Mezey Barna (1918–2003) vegyészmérnök (1961, m, II. fokozat)
- Mezey Katalin (1943) költő, műfordító (2015)
- Mező László (1939) gordonkaművész (1997, m)
- Mihailich Győző (1877–1966) hídépítő mérnök (1948, m, I. fokozat)
- Mihály András (1917–1993) zeneszerző, karmester, operaigazgató (1955, III. fokozat)
- Mihály Gábor (1942) szobrász (2019)
- Mihály Tamás (1947–2020) zenész (2013, m)
- Mihályi Gábor (1958) koreográfus (2023)
- Mika József (1897–1975) kohómérnök (1963, III. fokozat)
- Mike István (1912–1993) földműves, gazdasági vezető (1957, III. fokozat)
- Miklósa Erika (1970) operaénekes (2012)
- Mikó András (1922–1998) operarendező (1975, III. fokozat)
- Mikulás Ferenc (1940) filmproducer (2025)
- Mikus Sándor (1903–1982) szobrász, éremművész (1949, m, II. fokozat; 1952, I. fokozat)
- Miller Lajos (1940) operaénekes (1980)
- Millner Tivadar (1899–1988) vegyészmérnök (1954, III. fokozat)
- Miskolczy László (1900–1974) építészmérnök (1955, III. fokozat)
- Mislóczky Mátyás (1900–1971) olvasztár (1952, II. fokozat)
- Mócsy János (1895–1976) állatorvos (1952, II. fokozat)
- Mohácsy Mátyás (1881–1970) kertészmérnök (1949, II. fokozat)
- Mokk László (1912–1996) építészmérnök (1952, II. fokozat)
- Moldova György (1934–2022) író (1983)
- Molnár András (1948) operaénekes (1994)
- Molnár Antal (1890–1983) zeneszerző, zeneesztéta (1957, III. fokozat)
- Molnár Béla (1886–1962) orvos, sebész (1958, II. fokozat)
- Molnár Béla (1911–1962) gyógyszervegyész (1954, II. fokozat)
- Molnár Erik (1894–1966) történész, politikus (1948, II. fokozat; 1963, I. fokozat)
- Molnár György (1899–1979) földműves, egyéni gazdálkodó (1948, II. fokozat)
- Molnár György (1949) zenész (2013, m)
- Molnár István (1908–1987) koreográfus, táncművész, néptánckutató (1990, p)
- Molnár Piroska (1945) színész (1995)
- Molnár Sándor (1936–2022) festő (2005)
- Molnár Tibor (1921–1982) színész (1956, III. fokozat)
- Mondl Ferenc (1901–1964) elektromérnök (1955, m, II. fokozat)
- Moór Marianna (1943) színész (2004)
- Moravcsik Gyula (1892–1972) klasszika-filológus, történész (1949, II. fokozat)
- Mosonyi Emil (1910–2009) vízépítő mérnök (1952, II. fokozat)
- Mőcsényi Mihály (1919–2017) tájépítész (2014)
- Muszka Imre (1914–?) esztergályos (1950, m, I. fokozat)
- Muttnyánszky Ádám (1889–1976) gépészmérnök (1952, II. fokozat)
- Müller Péter (1936) író, dramaturg (2019)
- Müller Péter Sziámi (1951) előadóművész (2025)
- Müller Sándor (1903–1966) kémikus (1953, III. fokozat)

## N
- Nádas Péter (1942) író (1992)
- Nádasdy Kálmán (1904–1980) operarendező, zeneszerző (1950, m; 1954, 1965; mindhárom I. fokozat)
- Nádasi Ferenc (1893–1966) balettművész (1958, II. fokozat)
- Nádler István (1938) festő (2001)
- Nagy Bálint (1949–2022) építész (2021)
- Nagy Dénes (1920–?) orvos, sebész, anatómus (1952, II. fokozat)
- Nagy Endre (1905–1974) villamosmérnök (1957, III. fokozat)
- Nagy Ervin (1950) építész (2016)
- Nagy Ferenc (1908–1982) kémikus (1952, II. fokozat)
- Nagy Feró (1946) rockénekes, dalszövegíró (2021)
- Nagy Gábor (1908–?) vegyészmérnök (1952, II. fokozat; 1953-ban visszavonták a díjat)
- Nagy Gáspár (1949–2007) költő (2000)
- Nagy János, B. (1940–2007) operaénekes (2007)
- Nagy József (1903–1989) lakatos (1948, III. fokozat)
- Nagy József (1926–2018) vegyészmérnök (1953, III. fokozat)
- Nagy Lajos (1883–1954) író (1948, I. fokozat)
- Nagy László (1925–1978) költő, műfordító (1966, III. fokozat)
- Nagy Sándor (1922–1990) újságíró, író (1949, m, II. fokozat)
- Nagy Zoltán, ifj. (1966–2008) balettművész (2000, m)
- Nagyajtay Teréz (1897–1978) iparművész, jelmeztervező (1956, m, II. fokozat)
- Nagy-Kálózy Eszter (1966) színész (2017)
- Náray Zsolt (1927–1995) villamosmérnök, fizikus (1963, III. fokozat)
- Nemes Dezső (1908–1985) történész, politikus (1954, III. fokozat)
- Nemes Levente (1939) színész, színigazgató (2025)
- Nemes Jeles László (1977) filmrendező (2016)
- Nemeskéri István (1928–1986) tanító (1949, II. fokozat)
- Nemeskürty István (1925–2015) író, irodalom- és filmtörténész (2011, n)
- Nemes Nagy Ágnes (1922–1991) költő, esszéíró, műfordító (1983)
- Németh Géza (1936) brácsaművész (1970, cs, III. fokozat; 1997, m)
- Németh Gyula (1890–1976) nyelvész, orientalista (1948, I. fokozat)
- Németh János (1934) szobrász, keramikus (2014)
- Németh László (1903–1975) író (1957, I. fokozat)
- Németh Sándor (1891–1985) földműves, gazdasági vezető (1948, cs, I. fokozat)
- Nepp József (1934–2017) animációsfilm-rendező (1999)
- Neugebauer Tibor (1904–1977) fizikus (1950, m, I. fokozat)
- Ninausz István (1909–1995) gépészmérnök (1956, m, II. fokozat)
- Novák Ferenc (1931–2024) koreográfus (1993)
- Novobátzky Károly (1884–1967) fizikus (1949, I. fokozat; 1953, II. fokozat)

## O, Ó
- Oberfrank Pál (1964) színész, rendező (2023)
- Obermayer Ernő (1888–1969) agrármérnök, vegyész (1949, II. fokozat)
- Oberrecht Béla (1917–?) gyógyszerész (1954, II. fokozat)
- Oláh Gusztáv (1901–1956) rendező, díszlettervező (1951, I. fokozat; 1954, II. fokozat)
- Oláh János (1920–1982) gazdasági vezető (1961, III. fokozat)
- Oláh Zoltán (1982) balett-táncos, koreográfus (2018)
- Olcsai-Kiss Zoltán (1895–1981) szobrász, éremművész (1959, m, II. fokozat)
- Olsavszky Éva (1929–2021) színész (1973, III. fokozat)
- Olthy Magda (1912–1983) színész (1955, III. fokozat)
- Onczay Csaba (1946) gordonkaművész (1993)
- Oravecz Imre (1943) költő, műfordító (2003)
- Orbán János Dénes (1973) költő (2023)
- Orbán György (1947) zeneszerző (2014)
- Orbán Ottó (1936–2002) költő, író, műfordító (1992)
- Ormai Árpádné (1899–1971) gyapjúszövő (1950, m, II. fokozat)
- Ormándi István (1911–1992) mozdonyfűtő (1952, m, II. fokozat)
- Ormos Imre (1903–1979) mezőgazdász (1962, II. fokozat)
- Orosz Adél (1938) balettművész (1965, m, III. fokozat)
- Orosz István (1951) grafikus, filmrendező (2011)
- Orosz Júlia (1908–1997) operaénekes (1956, II. fokozat)
- Oroszi János (1912–1983) vájár (1948, m, I. fokozat)
- Osváth Júlia (1908–1994) operaénekes (1949, II. fokozat)
- Oswald Lóránt (1923–1989) vegyészmérnök (1956, m, III. fokozat)
- Oszlaczky Szilárd (1902–1986) geofizikus (1953, III. fokozat)
- Oszter Sándor (1948–2021) színész (2013)
- Oszvald Marika (1952) operetténekes (2015)
- Ott Józsefné (1902–1962) magkészítő (1950, m, II. fokozat)
- Ottlik Géza (1912–1990) író, műfordító (1985)

## Ö, Ő
- Ökrös Oszkár (1957–2018) cimbalomművész (2015)
- Örkény István (1912–1979) író (1973, II. fokozat)
- Örösi Pál Zoltán (1904–1986) biológus, méhész (1955, III. fokozat)
- Öveges József (1895–1979) fizikus, piarista szerzetes (1948, II. fokozat)
- Őze Lajos (1935–1985) színész (1990, p)

## P
- Pach Zsigmond Pál (1919–2001) történész (1949, m, II. fokozat)
- Páger Antal (1899–1986) színész (1965, I. fokozat)
- Pais Dezső (1886–1973) nyelvész (1951, II. fokozat)
- Paizs László (1935–2009) festő (2007)
- Pál József (1919–2007) szerszámlakatos, feltaláló (1956, III. fokozat)
- Pál Lénárd (1925–2019) fizikus (1962, II. fokozat)
- Pálkúti Keresztély (1914–1988) gépállomás-igazgató (1956, III. fokozat)
- Pallagi János (1910–1969) vájár (1948, m, I. fokozat)
- Pallagi Nándor (1913–1988) vájár (1948, m, I. fokozat)
- Palló Imre (1891–1978) operaénekes (1949, I. fokozat)
- Pálók Ferenc (1922–1961) kőműves (1952, II. fokozat)
- Palotás László (1905–1993) építészmérnök (1962, II. fokozat)
- Pán József (1901–1956) díszlettervező (1951, I. fokozat)
- Pánczél Sándor (1907–1987) vegyipari szakmunkás (1958, III. fokozat)
- Pándi Pál (1926–1987) irodalomtörténész, kritikus (1970, II. fokozat)
- Panyi Ferencné Szabó Irma (1907–1996) bolyhozó (1950, m, II. fokozat)
- Pap Gábor (1901–1993) gépészmérnök (1953, III. fokozat)
- Pap Vera (1956–2015) színész (2013)
- Papp Oszkár (1925–2011) festő (2010)
- Papp Tibor (1909–1986) hídépítő mérnök (1953, III. fokozat)
- Pappert Ádám (1922–1989) öntő (1951, m, II. fokozat)
- Párkai István (1928–2023) karnagy (2007)
- Párkányi Raab Péter (1967) szobrász (2021)
- Parragi György (1902–1963) újságíró (1951, II. fokozat)
- Pártay Lilla (1941) balettművész, koreográfus (1994)
- Parti Nagy Lajos (1953) író (2007)
- Páskándi Géza (1933–1995) író, költő (1993)
- Pásztor Erzsi (1936) színész (2012)
- Pásztory Zoltán (1943–2005) beatzenész, dobos (2000, cs)
- Pataky Imre (1933–2000) bábművész, színész (1999, cs)
- Patsch Ferenc (1919–1979) bányamérnök (1952, II. fokozat)
- Pattantyús-Ábrahám Géza (1885–1956) gépészmérnök (1952, II. fokozat)
- Pátzay Pál (1896–1979) szobrász, éremművész (1950, m; 1965; mindkettő I. fokozat)
- Pauer Gyula (1941–2012) díszlet- és jelmeztervező, szobrász, performer (2005)
- Paxián János (1920–1996) gépésztechnikus (1955, m, III. fokozat)
- Pázsiti Ödön (1901–?) lakatos (1949, II. fokozat)
- Pécsi Ildikó (1940–2020) színész (2007)
- Pécsi Sándor (1922–1972) színész (1951, II. fokozat; 1953, III. fokozat)
- Pécsi Sándor (1921–1988) mérnök (1957, m, III. fokozat)
- Pege Aladár (1939–2006) dzsesszzenész, gordonművész (2002)
- Peja Győző (1907–1983) geomorfológus, pedagógus (1949, II. fokozat)
- Perédi Károly (1913–1995) gépészmérnök (1950, I. fokozat)
- Péreli Zsuzsa (1947) textilművész (2018)
- Perényi Eszter (1943) hegedűművész (2023)
- Perényi Miklós (1948) gordonkaművész (1980, 2007)
- Perlaki Tamás (1973) villamosmérnök (2013, m)
- Pesovár Ernő (1926–2008) táncfolklorista, koreográfus (1992)
- Petényi Géza (1889–1965) orvos, gyermekgyógyász (1950, II. fokozat)
- Péter Gyula (1906–1987) lakatos (1949, II. fokozat)
- Péter Rózsa (1905–1977) matematikus (1951, II. fokozat)
- Péterfy László (1936) szobrász (2017)
- Péteri József (1914–1974) vegyészmérnök (1954, III. fokozat)
- Petrás Mária (1957) népdalénekes, keramikus (2025)
- Petri György (1943–2000) költő, műfordító (1996)
- Petrovics Emil (1930–2011) zeneszerző (1966, III. fokozat; 2006)
- Pigler Andor (1899–1992) művészettörténész (1955, II. fokozat)
- Pilinszky János (1921–1981) költő (1980)
- Pillich Lajos (1913–2006) vegyészmérnök (1954, III. fokozat)
- Pintér János Ede (1918–1991) vegyészmérnök (1953, III. fokozat)
- Pióker Ignác (1907–1988) lakatosgyalus (1951, II. fokozat)
- Piros Ildikó (1947) színész (2012)
- Pless László (1905–1974) karmester (1952, II. fokozat)
- Pogány Judit (1943) színész (2008)
- Polgár László (1947–2010) operaénekes (1990)
- Polgár Rózsa (1936–2014) textilművész (1999)
- Polinszky Károly (1922–1998) vegyészmérnök (1961, III. fokozat)
- Pongor Ildikó (1953) balettművész (1985)
- Popova Aleszja (1974) balettművész (2004)
- Pór Bertalan (1880–1964) festő (1949, m, I. fokozat; 1951, II. fokozat)
- Porpáczy Aladár, id. (1903–1965) biológus, növénynemesítő (1952, I. fokozat)
- Porubszky Lajos (1932–?) esztergályos (1954, III. fokozat)
- Pósa Jenő (1898–1965) mérnök (1954, III. fokozat)
- Potzner Frigyes (1901–1993) tengerészkapitány (1957, III. fokozat)
- Pozsonyi Zoltán (1914–1986) kőműves (1950, m, I. fokozat)
- Presser Gábor (1948) zeneszerző, előadóművész (2003)
- Priskin Gyula (1973) programozó matematikus (2013, m)
- Progl József (1895–1966) gazdasági vezető (1952, II. fokozat)
- Proszt János (1892–1968) kémikus (1953, II. fokozat)
- Psota Irén (1929–2016) színész (1966, III. fokozat; 2007)
- Pusztai Ferenc (1923–1999) gépészmérnök (1963, II. fokozat)
- Pusztai Gábor előadóművész (2024, m)

## R
- Rab István (1930–2020) balettművész (1953, m, III. fokozat)
- Rába György (1924–2011) író, költő, műfordító (2008)
- Rábai Miklós (1921–1974) koreográfus (1952, m, II. fokozat)
- Rabó Gyula (1924–2016) vegyészmérnök (1953, III. fokozat)
- Rácz Aladár (1886–1958) cimbalomművész (1948, II. fokozat)
- Rácz Zoltán (1960) kamarazenész (2004, cs)
- Ráday Mihály (1942–2021) operatőr, rendező (1996)
- Radnai György (1920–1977) operaénekes (1975, III. fokozat)
- Radnóti Zsuzsa (1938) dramaturg (2017)
- Radó Sándor (1899–1981) geográfus (1963, III. fokozat)
- Rados Ferenc (1934–2025) zongoraművész (2010)
- Radványi Balázs (1951) előadóművész (2000, 2020 cs)
- Radványi Géza (1907–1986) filmrendező (1949, II. fokozat)
- Ragályi Elemér (1939–2023) operatőr (1991)
- Rajeczky Benjamin (1901–1989) népzenekutató, zenetörténész, zenepedagógus (1990, p)
- Rajk László, ifj. (1949–2019) építész, díszlettervező (2009)
- Rajkai Pál (1905–1987) malomépítész (1956, III. fokozat)
- Rajnák Mihály (1900–1975) csőhajlító (1948, m, II. fokozat)
- Rajz János (1907–1981) színész (1958, II. fokozat)
- Rákos Sándor (1921–1999) költő, műfordító (1998)
- Rakovszky Zsuzsa (1950) író, költő, műfordító (2010)
- Raksányi Gellért (1925–2008) színész (1992)
- Ránki Dezső (1951) zongoraművész (1978, 2008)
- Ránki György (1907–1992) zeneszerző (1954, I. fokozat)
- Ránki György (1930–1988) történész (1961, m, III. fokozat)
- Ranódy László (1919–1983) filmrendező (1956, III. fokozat)
- Raszler Károly (1925–2005) grafikus (1975, II. fokozat)
- Rátkai Márton (1881–1951) színész (1949, I. fokozat)
- Ratkovszky Ferenc (1900–1965) gépészmérnök (1953, II. fokozat)
- Rátóti Zoltán (1960) színész (2022)
- Rátz Sándor (1926–1995) gépészmérnök (1957, m, III. fokozat)
- Rauss Károly (1905–1976) mikrobiológus (1953, III. fokozat)
- Ravasz János (1915–2004) neveléstudós (1949, m, II. fokozat)
- Rédei László (1900–1980) matematikus (1950, 1955; mindkettő I. fokozat)
- Regőczi Emil (1900–1980) geodéta (1953, III. fokozat)
- Regősi Ádám (1900–1969) bányászati üzemvezető (1954, III. fokozat)
- Reich Károly (1922–1988) grafikus (1963, III. fokozat)
- Reigl Judit (1923–2020) festő (2011)
- Reimholz Péter (1942–2009) építészmérnök (2000)
- Reisenbüchler Sándor (1935–2004) animációfilm-rendező (1993)
- Renner János (1889–1976) geofizikus (1954, II. fokozat)
- Rényi Alfréd (1921–1970) matematikus (1949, II. fokozat; 1954, I. fokozat)
- Révai József (1898–1959) publicista, irodalomtörténész, politikus (1949, I. fokozat)
- Reviczky Gábor (1949) színész (2012)
- Rhorer Emil (1913–1989) gépészmérnök (1963, m, I. fokozat)
- Ribánszki Sándor (1908–1973) fővájár (1951, II. fokozat)
- Ribánszky Miklós (1915–1980) mezőgazdász (1953, III. fokozat)
- Richter József (1951) artista, cirkuszigazgató (2017)
- Rideg Sándor (1903–1966) író (1954, II. fokozat)
- Rieger Tibor (1940) szobrász (2018)
- Riesz Frigyes (1880–1956) matematikus (1949, 1953; mindkettő I. fokozat)
- Rigler János (1900–1987) textilmunkás (1957, m, III. fokozat)
- Rimanóczy Gyula (1903–1958) építész (1955, III. fokozat)
- Rofusz Ferenc (1946) filmrendező (2011)
- Rolla János (1944–2023) karmester, hegedűművész (1985)
- Romwalter Alfréd (1890–1954) kémikus (1953, III. fokozat)
- Róna Viktor (1936–1994) balettművész (1965, m, III. fokozat)
- Rost Andrea (1962) operaénekes (2004)
- Roth Gyula (1873–1961) erdőmérnök (1955, II. fokozat)
- Rózsa János (1937) filmrendező, producer (2009)
- Rózsi Ferencné Karagics Julianna (1912–?) szövőnő (1951, II. fokozat)
- Rőder Béla (1912–1984) esztergályos (1952, II. fokozat)
- Röhrig Géza (1967) író, költő, színész (2016)
- Rősler Endre (1904–1963) operaénekes (1955, II. fokozat)
- Rubányi Pál (1904–1984) orvos, sebész (1954, II. fokozat)
- Rubik Ernő (1910–1997) gépész- és repülőmérnök (1963, III. fokozat)
- Rubik Ernő, ifj. (1944) építészmérnök, játéktervező (2007)
- Rudas László (1885–1950) filozófus (1949, I. fokozat)
- Rudnai József (1913–1977) mérnök (1954, III. fokozat)
- Rudnay Gyula (1878–1957) festő, grafikus (1949, m, I. fokozat)
- Rudolf Péter (1959) színész (2013)
- Rufli Lajos (1909–1975) vájár (1955, III. fokozat)
- Rusznák István (1920–2019) kémikus (1954, III. fokozat)
- Rusznyák István (1889–1974) orvos, belgyógyász (1949, 1956; mindkettő I. fokozat)
- Ruszt József (1934–2005) rendező (1993)
- Ruttkai Éva (1927–1986) színész (1960, II. fokozat)

## S
- Sági József (1917–1980) vájár (1948, m, I. fokozat)
- Sági Lajos (?–1956) lakatos (1948, m, II. fokozat)
- Sajdik Ferenc (1930) grafikus, karikaturista (2013)
- Salamin Ferenc (1958) építész (2024)
- Sályi Gyula (1903–1982) állatorvos (1955, II. fokozat)
- Sályi István (1901–1974) gépészmérnök (1953, III. fokozat)
- Sándor György (1938) író, előadóművész, humoralista (2011)
- Sándor Iván (1930) író, kritikus (2005)
- Sándor Judit (1923–2008) operaénekes (1993)
- Sándor Kálmán (1903–1962) író, újságíró (1953, II. fokozat)
- Sándor Pál (1939) filmrendező (2009)
- Sánta Ferenc (1927–2008) író (1973, II. fokozat)
- ifj. Sánta Ferenc (1945–2024) hegedűművész (2007; 2023, n)
- Sántha Kálmán (1903–1956) orvos, ideggyógyász (1949, II. fokozat)
- Sapszon Ferenc, ifj. (1952) karnagy (2015)
- Sára Sándor (1933–2019) operatőr, filmrendező (1978, 2018, n)
- Sárai Tibor (1919–1995) zeneszerző (1975, III. fokozat)
- Sárdy Lóránt (1921–?) gyógyszervegyész (1961, m, II. fokozat)
- Sári József (1935) zeneszerző (2009)
- Sarkadi Imre (1921–1961) író (1955, III. fokozat)
- Sárközi Mátyás (1937) író, műfordító, kritikus (2020)
- Sárközy György (1913–1971) mérnök (1954, III. fokozat)
- Sass Sylvia (1951) operaénekes (2017)
- Sassy István (1921–?) traktoros (1949, m, II. fokozat)
- Sávoly Pál (1893–1968) hídépítő mérnök (1955, III. fokozat)
- Schäffer Judit (1931–2008) jelmeztervező (1997)
- Schandl József (1885–1973) agrármérnök (1954, II. fokozat)
- Schay Géza (1900–1991) kémikus (1952; 1956, m; mindkettő II. fokozat)
- Schéner Mihály (1923–2009) festő, grafikus (1995)
- Schiff András (1953) zongoraművész (1996)
- Schimanek Emil (1872–1955) gépészmérnök (1948, m, I. fokozat)
- Schinagl Ferenc (1920–1996) optikai műszertervező (1960, m, II. fokozat)
- Schlattner Jenő (1896–1975) gépészmérnök (1951, II. fokozat)
- Schmidt Egon (1931–2023) író (2009)
- Schmidt Eligius Róbert (1902–1973) bányamérnök, geológus (1956, III. fokozat)
- Schnitzler József (1913–1990) orvos, sebész (1951, II. fokozat)
- Schöpflin Aladár (1872–1950) irodalomtörténész, író (1949, I. fokozat)
- Schrammel Imre (1933) keramikus (1991)
- Schubert Éva (1931–2017) színész (2013)
- Schulek Elemér (1893–1964) kémikus (1949, II. fokozat; 1951, I. fokozat)
- Sebestény Gyula (1887–1954) orvos, sebész (1951, II. fokozat)
- Sebestyén Gyula (1922–1988) gazdasági vezető (1962, III. fokozat)
- Sebestyén János (1911–2001) villamosmérnök, gazdasági vezető (1954, II. fokozat)
- Sebestyén Márta (1957) előadóművész, népdalénekes (1999)
- Sebő Ferenc (1947) előadóművész, zeneszerző (2012)
- Sedlmayr Kurt (1900–1965) növénynemesítő (1950, 1954; mindkettő II. fokozat)
- Seidner Mihály (1875–1968) gépész- és villamosmérnök (1959, III. fokozat)
- Selényi Pál (1884–1954) fizikus (1952, II. fokozat)
- Selmeczi György (1952) zeneszerző, zongoraművész (2019)
- Seregi László (1929–2012) táncművész, koreográfus (1980)
- Serfőző Simon (1942) költő (2016)
- Sík Ferenc (1931–1995) rendező (1994)
- Sík Sándor (1889–1963) költő, író, pedagógus, piarista szerzetes (1948, II. fokozat)
- Simándy József (1916–1997) operaénekes (1953, III. fokozat)
- Simányi H. László (1911–1972) traktoros (1948, m, II. fokozat)
- Simon Bálint (1913–1997) földműves, gazdasági vezető (1952, II. fokozat)
- Simon István (1926–1975) költő (1955, III. fokozat)
- Simon Zsuzsa (1910–1996) színész, rendező (1950, II. fokozat)
- Simonyi Károly (1916–2001) fizikus (1952, II. fokozat)
- Sinka István (1897–1969) költő, író (1990, p)
- Sinkó László (1940–2015) színész (1995)
- Sinkovits Imre (1928–2001) színész (1966, III. fokozat)
- Sipos Mihály (1948) népzenész (1999, cs)
- Skardelli György (1955) építész (2020)
- Snétberger Ferenc (1957) gitárművész (2014)
- Solti Bertalan (1913–1984) színész (1955, III. fokozat)
- Solti Gizella (1931–2015) textiltervező, iparművész (2006)
- Solymosi Tamás (1971) balettművész, koreográfus (2025)
- Solymosi Zoltán (1967) táncművész (2020)
- Sólyom-Nagy Sándor (1941–2020) operaénekes (1998)
- Somlay Artúr (1883–1951) színész (1948, 1951; mindkettő I. fokozat)
- Somló István (1902–1971) színész, színigazgató (1957, III. fokozat)
- Somlyó György (1920–2006) költő, író, műfordító (1997)
- Somogyi Erzsi (1906–1973) színész (1953, III. fokozat; 1959, II. fokozat)
- Somogyi Győző (1942) festőművész, grafikus (2012)
- Somogyi Imre (1902–1947) író, kertész, népnevelő (1948, p, m, II. fokozat)
- Somogyi József (1916–1993) szobrász (1954, II. fokozat)
- Somogyi László (1907–1988) karmester (1951, II. fokozat)
- Somos András (1911–1996) kertészmérnök (1956, III. fokozat)
- Soó Rezső (1903–1980) botanikus (1951, 1954; mindkettő II. fokozat)
- Soproni József (1930–2021) zeneszerző (1999)
- Sós József (1906–1973) orvos, fiziológus (1959, III. fokozat)
- Sőtér István (1913–1988) író, irodalomtörténész (1954, II. fokozat)
- Sövegjártó János (1903–1986) vegyészmérnök (1961, III. fokozat)
- Spiró György (1946) író, költő, irodalomtörténész, műfordító (2006)
- Spisák István (1911–1988) blokk-kitoló munkás (1949, I. fokozat)
- Stezserán László (1915–?) műszerész (1949, II. fokozat)
- Straub F. Brunó (1914–1996) biokémikus (1948, II. fokozat; 1958, I. fokozat)
- Strausz László (1901–1988) geológus (1953, III. fokozat)
- Strém Ferenc (1898–1957) tervezőmérnök (1948, II. fokozat)
- Sudár Ferenc (1908–1980) vájár, politikus (1949, II. fokozat)
- Sugár Rezső (1919–1988) zeneszerző, tanár (1954, II. fokozat)
- Sulyok Mária (1908–1987) színész (1957, III. fokozat)
- Sunyovszky Szilvia (1948) színész (2020)
- Surányi János (1886–1965) mezőgazdász (1957, II. fokozat)
- Suszter Irén (1930–1964) építőipari munkás, habarcshordó (1950, cs, II. fokozat)
- Sümegi Eszter (1965) operaénekes (2018)
- Sütő András (1927–2006) író (1992)
- Süveges Dániel (1912–1976) traktoros (1953, III. fokozat)
- Sváby Lajos (1935–2020) festő (1994)
- Svéd Sándor (1904–1979) operaénekes (1952, II. fokozat)

## Sz
- Szabados György (1939–2011) zeneszerző, zongoraművész (2011)
- Szabó Attila (1968) hegedűművész (2013, m)
- Szabó Dénes (1947) zenetanár, karnagy (2000)
- Szabó Etelka (1905–1998) védőnő (1953, III. fokozat)
- Szabó Ferenc (1902–1969) zeneszerző (1951, I. fokozat; 1954, II. fokozat)
- Szabó Gyula (1930–2014) színész (2000)
- Szabó Imre (1912–1991) jogtudós (1956, II. fokozat)
- Szabó Imre, P. (1911–1992) földműves, gazdasági vezető (1960, m, III. fokozat)
- Szabó István (1901–1969) földműves (1948, m, I. fokozat)
- Szabó István (1903–1992) szobrász (1959, III. fokozat)
- Szabó István (1924–2017) mezőgazdász, gazdasági vezető (1958, m, III. fokozat)
- Szabó István (1938) filmrendező (1975, II. fokozat)
- Szabó János (1927–2005) agrármérnök (1963, III. fokozat)
- Szabó László, Cs. (1905–1984) író (1990, p)
- Szabó Lóránt dzsesszzenész (m, 2015)
- Szabó Lőrinc (1900–1957) költő, műfordító (1957, II. fokozat)
- Szabó Magda (1917–2007) író (1978)
- Szabó Miklós (1931–2020) karnagy (1991)
- Szabó Pál (1893–1970) író (1951, 1954; mindkettő I. fokozat)
- Szabó Samu (1903–1966) színész (1954, III. fokozat)
- Szabó Sándor (1915–1997) színész (1991)
- Szabó Zoltán (1913–1996) orvos, tüdőgyógyász (1952, II. fokozat)
- Szabó Zoltán Gábor (1908–1995) kémikus (1950, 1957; mindkettő II. fokozat)
- Szabolcsi Bence (1899–1973) zenetörténész (1951, 1965; mindkettő I. fokozat)
- Szádeczky-Kardoss Elemér (1903–1984) geológus, geokémikus (1949, m; 1952; mindkettő I. fokozat)
- Szakács Györgyi (1951) jelmeztervező (1998)
- Szakál Pál (1918–1997) vegyészmérnök (1956, III. fokozat)
- Szakály György (1955–2025) balettművész (1991)
- Szakály Márta (1934) bábszínész (1999, cs)
- Szakcsi Lakatos Béla (1943–2022) zongoraművész, zeneszerző, dzsesszzenész (2005)
- Szakkay Antal (1908–1976) orvos, tüdőgyógyász (1950, II. fokozat)
- Szakonyi Károly (1931) író (1997)
- Szalay Lajos (1909–1995) grafikus (1992)
- Szalay Sándor (1909–1987) fizikus (1952, II. fokozat)
- Szamos István (1902–1978) kábelmester (1948, m, II. fokozat)
- Szántai István (1900–1971) tanár (1962, III. fokozat)
- Szántó Piroska (1913–1998) festő, író (1983)
- Szántó Tibor (1912–2001) könyvtervező, tipográfus, grafikus (1996)
- Száraz György (1930–1987) író (1985)
- Szarka Gyula (1962) zenész (2011, m)
- Szarka Tamás (1964) zenész (2011, m)
- Szarvas József (1958) színész (2021)
- Szávai Nándor (1906–1979) irodalomtörténész, műfordító (1948, II. fokozat)
- Széchy Károly (1903–1972) hídépítő mérnök (1948, m, I. fokozat)
- Szécsényi Ferenc (1922–2014) operatőr (1970, III. fokozat)
- Szegő Miklós (1919–2012) vegyészmérnök (1955, III. fokozat)
- Székely Gábor (1944) rendező (1988)
- Székely Lajos (1895–1977) bányamérnök (1952, II. fokozat)
- Székely László (1932) díszlettervező (2012)
- Székely Magda (1936–2007) költő, műfordító, kiadói szerkesztő (2005)
- Székely Mihály (1901–1963) operaénekes (1949, 1955; mindkettő I. fokozat)
- Szele Tibor (1918–1955) matematikus (1952, II. fokozat)
- Szemán István (1896–1981) géplakatos (1951, II. fokozat)
- Szemere Gyula (1911–1992) nyelvész (1957, III. fokozat)
- Szemes Mari (1932–1988) színész (1985)
- Szende Béla (1905–1957) gépész- és villamosmérnök (1959, p, m, II. fokozat)
- Szendrődi Ferenc (1953) tamburaművész (2014, m)
- Szendrői Jenő (1913–2000) építészmérnök (1963, II. fokozat)
- Szendy Károly (1911–1981) gépészmérnök, energetikus (1963, II. fokozat)
- Szentágothai János (1912–1994) orvos, anatómus, agykutató (1950, II. fokozat)
- Szentandrássy István (1957–2020) festőművész (2012)
- Szent-Györgyi Albert (1893–1986) biokémikus (1948, I. fokozat)
- Szentgyörgyi Kornél (1916–2006) festő, rajztanár (1953, m, III. fokozat)
- Szentgyörgyvári Lajos (1900–1976) agrármérnök, tanár (1963, III. fokozat)
- Szenthelyi Miklós (1951) hegedűművész (2008)
- Szentiványi Lajos (1909–1973) festő (1957, III. fokozat)
- Szentkuthy Miklós (1908–1988) író, műfordító, pedagógus (1988)
- Szentmártony Aladár (1899–1958) villamosmérnök (1956, m, II. fokozat)
- Szentpéteri László (1913–1975) gépészmérnök (1954, II. fokozat)
- Szép Iván (1922–2002) fizikus, kémikus (1959, m, II. fokozat)
- Szervánszky Endre (1911–1977) zeneszerző (1951, 1955; mindkettő II. fokozat)
- Szervátiusz Tibor (1930–2018) szobrász (2001)
- Szigeth László (1907–1975) gépészmérnök (1956, m, III. fokozat)
- Szigethy Gábor (1942) rendező, színháztörténész (2019)
- Szigeti György (1905–1978) fizikus, gépészmérnök (1959, m, II. fokozat)
- Szíjártó Lajos (1896–1966) építészmérnök, politikus (1951, II. fokozat)
- Szilágyi Dezső (1922–2010) bábművész, színigazgató (1980)
- Szilágyi István (1938–2024) író (2001)
- Szilágyi János György (1918–2016) történész, művészettörténész (1991)
- Szilágyi Sándorné (1928–?) mezőgazdász (1951, II. fokozat)
- Szilágyi Tibor (1942) színész (2007)
- Szinetár Miklós (1932) rendező, színigazgató (1970, III. fokozat)
- Szirtes Ádám (1925–1989) színész (1988)
- Szirtes Ági (1955) színész (2008)
- Szirtes Tamás (1945) rendező (2009)
- Szita Flórián (1920–1999) népművelő (1961, III. fokozat)
- Szladits Károly (1871–1956) jogtudós (1953, I. fokozat)
- Szmrecsányi Boldizsár (1970) szobrász (2022)
- Szodorai István (1918–1970) esztergályos (1953, III. fokozat)
- Szokolay Sándor (1931–2013) zeneszerző (1966, III. fokozat)
- Szombathy Gyula (1945) színész (2020)
- Szomjas György (1940–2021) filmrendező (2005)
- Szondi Józsefné Mihalik Margit (1910–1990) selyemszövő (1948, m, I. fokozat)
- Szőczei Sándor (1905–1988) kovács (1950, m, II. fokozat)
- Szőcs Géza (1953–2020) író, költő (2015)
- Szőcs Miklós TUI (1953) szobrász (2024)
- Szőcs Pál (1919–?) vasesztergályos, gépészmérnök (1949, II. fokozat)
- Szőke Gyula (1902–1975) gépészmérnök (1955, III. fokozat)
- Szőkefalvi-Nagy Béla (1913–1998) matematikus (1950, 1953; mindkettő II. fokozat)
- Szőllősi László (1916–1989) brigádvezető, állattenyésztő (1955, III. fokozat)
- Szőllősy András (1921–2007) zeneszerző, zenetörténész (1985)
- Szőnyi Erzsébet (1924–2019) zeneszerző (2006)
- Szőnyi István (1894–1960) festő (1949, II. fokozat)
- Szörényi Éva (1917–2009) színész (1952, II. fokozat)
- Szörényi Levente (1945) zenekarvezető, dalszerző, énekes, gitáros (2000, cs)
- Szörényi Szabolcs (1943–2024) basszusgitáros, dalszerző, zenei rendező (2000, cs)
- Szőts István (1912–1998) filmrendező (1992)
- Sztankay István (1936–2014) színész (1998)
- Sztevanovity Zorán (1942) előadóművész (2006)
- Szűcs László (1915–1959) fúrómester (1953, III. fokozat)
- Szűcs Mihály (1922–1990) hegedűművész (1958, cs, II. fokozat)
- Szvetnik Joachim (1927–1988) ötvös, restaurátor (1988)
- Szvorák Katalin (1958) előadóművész, népdalénekes (2013)

## T
- Tábori Nóra (1928–2005) színész (1994)
- Tahi Tóth László (1944–2018) színész (2017)
- Tajkov András (1913–1985) vájár (1953, III. fokozat)
- Takács Antal (1912–1979) olvasztár (1959, III. fokozat)
- Takács Klára (1945–2017) operaénekes (2014)
- Takács Paula (1912–2003) operaénekes (1956, II. fokozat)
- Takács Zsuzsa (1938) költő (2007)
- Takács-Nagy Gábor (1956) hegedűművész, karmester (2024)
- Takáts Gyula (1911–2008) író, költő, műfordító (1991)
- Tamás Menyhért (1940–2025) költő, műfordító (2019)
- Tamási Áron (1897–1966) író (1954, II. fokozat)
- Tandori Dezső (1938–2019) író, költő, műfordító (1998)
- Tandori Károly (1925–2005) matematikus (1961, III. fokozat)
- Tangl Harald (1900–1971) állatorvos, fiziológus (1957, III. fokozat)
- Tar Imre (1912–1987) földműves (1948, cs, I. fokozat)
- Tar Lajos (1908–?) pedagógus (1950, II. fokozat)
- Tárczy-Hornoch Antal (1900–1986) geodéta, geofizikus (1949, m, I. fokozat)
- Tarján Ferenc (1919–?) gépészmérnök (1962, III. fokozat)
- Tarján Gusztáv (1907–1998) bányamérnök (1950, 1953; mindkettő II. fokozat)
- Tarján Imre (1912–2000) biofizikus (1961, III. fokozat)
- Tarnóczy Júlia (1928–1972) fonónő (1951, II. fokozat)
- Tarr Béla (1955) filmrendező (2003)
- Tasnádi Andrásné Széki Pálma (1904–1984) vegyészmérnök (1952, II. fokozat)
- Tatay Sándor (1910–1991) író (1991)
- Tátrai Tibor (1952) gitárművész (2021)
- Tátrai Vilmos (1912–1999) hegedűművész (1958, cs, II. fokozat)
- Taub János (1927–2010) rendező (2002)
- Temesi Ferenc (1949) író, műfordító (2014)
- Temesszentandrási Guido (1911–1986) kohómérnök (1948, m, II. fokozat)
- Tengely István (1909–1983) előhengerész (1954, III. fokozat)
- Ternovszky Béla (1943) rajzfilmrendező (2022)
- Tersánszky Józsi Jenő (1888–1969) író (1949, m, I. fokozat)
- Tettamanti A. Károly (1912–1983) kémikus (1962, III. fokozat)
- Tháli Sándor (1916–1982) papírmérnök, gazdasági vezető (1955, III. fokozat)
- Thoma József (1922–2008) építőmérnök (1957, m, II. fokozat)
- Tillai Aurél (1930) karnagy, zeneszerző (2016)
- Timár József (1902–1960) színész (1957, II. fokozat)
- Timár Sándor (1930) koreográfus (2014)
- Tiszay Magda (1919–1989) operaénekes (1957, III. fokozat)
- Tóbisz Tinelli Tamás (1978) előadóművész (2024, m)
- Tófalvi Gyula (1927–2003) villamosmérnök (1959, m, II. fokozat)
- Tokody Ilona (1953) operaénekes (1985)
- Tolcsvay Béla (1946) előadóművész (2015)
- Tolcsvay László (1950) előadóművész (2024)
- Toldi István (1925–1991) pedagógus (1951, II. fokozat)
- Tolnai Ottó (1940–2025) költő (2007)
- Tolnay Klári (1914–1998) színész (1951, II. fokozat; 1952, I. fokozat)
- Tomor János (1901–1979) geológus (1953, III. fokozat)
- Tompa Sándor (1903–1969) színész (1956, II. fokozat)
- Tordai Teri (1941) színész (2018)
- Tordai Zádor (1924–2010) filozófus, író (2006)
- Tordy Géza (1938–2024) színész, rendező (1991)
- Tornai József (1927–2020) író, költő, műfordító (2013)
- Tót Endre (1937) festő, performer, képzőművész (2009)
- Tóth Aladár (1898–1968) zeneesztéta (1952, I. fokozat)
- Tóth András (1932–1984) traktoros (1962, III. fokozat)
- Tóth Antal (1909–1968) vasesztergályos (1948, m, II. fokozat)
- Tóth Béla (1909–1996) textilmérnök (1951, I. fokozat)
- Tóth Imre (1911–1988) gazdasági vezető (1948, cs, II. fokozat)
- Tóth János (1912–1991) mozdonyvezető (1950, m, I. fokozat)
- Tóth János (1930–2019) operatőr, rendező (2001)
- Tóth László (1915–1983) mezőgazdász (1956, III. fokozat)
- Tóth Menyhért (1904–1980) festő (1990, p)
- Tóth Mihály (1904–1995) gazdasági vezető (1950, m, II. fokozat)
- Tóth Zoltán, I. (1911–1956) történész (1952, II. fokozat)
- Tőke János (1919–1987) gazdasági vezető (1961, III. fokozat)
- Tőkés Anna (1898–1966) színész (1952, II. fokozat)
- Tömörkényi László (1895–1971) mérnök (1958, III. fokozat)
- Törő Imre (1900–1993) orvos, hisztológus (1952, I. fokozat)
- Törőcsik Mari (1935–2021) színész (1973, II. fokozat; 1999, 2019, n)
- Török Erzsi (1912–1973) népdal- és dalénekes (1954, III. fokozat)
- Török Ferenc (1936–2021) építész (1995)
- Török Gábor (1902–1966) kémikus, élelmiszervegyész (1955, II. fokozat)
- Török Máté (1978) előadóművész (2024, m)
- Török Tibor (1914–1999) kémikus (1953, III. fokozat)
- Tőzsér Árpád (1935) költő, kritikus, műfordító (2004)
- Trill Zsolt (1972) színész (2024)
- Turán Pál (1910–1976) matematikus (1949, II. fokozat; 1952, I. fokozat)
- Turi Attila (1959) építész (2021)
- Turóczi-Trostler József (1888–1962) irodalomtörténész (1958, II. fokozat)
- Tury Pál (1894–1975) gépészmérnök (1956, II. fokozat)
- Tuska Zoltán (1967) hegedű- és brácsaművész (2022, m)
- Tyczynski Zsigmond (1911–1978) villamosmérnök (1956, m, III. fokozat)

## U, Ú
- Ubrizsy Gábor (1919–1973) növénypatológus, mikológus (1951, II. fokozat)
- Udvardi Erzsébet (1929–2013) festő, grafikus (1999)
- Udvaros Dorottya (1954) színész (1990)
- Uhrik Teodóra (1943) táncművész, balettpedagógus (2002)
- Ujfalussy József (1920–2010) zeneesztéta (1966, III. fokozat)
- Újhelyi Károly (1911–2000) immunológus (1948, II. fokozat)
- Ungár Imre (1909–1972) zongoraművész (1949, m, I. fokozat)
- Ungvári Lajos (1902–1984) szobrász (1953, m, II. fokozat)
- Ungváry László (1911–1982) színész (1953, II. fokozat)
- Uray Tivadar (1895–1962) színész (1955, II. fokozat)
- Urbán Ernő (1918–1974) író, újságíró (1952, II. fokozat)
- Urbanek János (1905–1971) gépészmérnök (1953, III. fokozat)
- Ursitz József (1911–2010) bányamérnök (1962, II. fokozat)
- Utassy József (1941–2010) költő (2008)

## V
- Váci Mihály (1924–1970) költő, politikus (1965, II. fokozat)
- Váczi Zoltán (1960) kamarazenész (2004, cs)
- Vad Imre (1923–2001) műhelyvezető (1954, III. fokozat)
- Vadász Elemér (1885–1970) geológus (1948, m; 1952; mindkettő II. fokozat)
- Vadász György (1933–2024) építész (1998)
- Vágó György (1912–1971) vegyészmérnök (1963, III. fokozat)
- Vágó Nelly (1937–2006) díszlettervező (2006)
- Vajda János (1949) zeneszerző, karnagy (2003)
- Vajda László (1925–1975) kőműves (1951, II. fokozat)
- Vajta László (1920–1979) vegyészmérnök (1957, III. fokozat)
- Vajta Miklós (1911–1981) villamosmérnök (1954, III. fokozat)
- Valkó Márton (1911–1996) vasesztergályos, igazgató (1949, m, I. fokozat)
- Valló Péter (1950) rendező (2005)
- Vámos Ferenc (1901–1979) agronómus (1962, III. fokozat)
- Vámos György (1912–2002) gépészmérnök (1957, II. fokozat)
- Vámos László (1928–1976) rendező (1970, III. fokozat)
- Vankó Richárd (1915–2006) gépészmérnök (1957, II. fokozat)
- Vanyur János (1904–1975) kikészítőmester (1948, m, I. fokozat)
- Váradi Hédi (1929–1987) színész (1975, III. fokozat)
- Várady Szabolcs (1943) író, költő, műfordító (2009)
- Varga Balázs (1920–?) vájár (1948, m, I. fokozat)
- Varga Bálint (1891–1948) gépészmérnök (1948, II. fokozat)
- Varga Barnabás (1916–1997) vájár (1950, II. fokozat)
- Varga Domokos (1922–2002) író, újságíró (2002)
- Varga Imre (1923–2019) szobrász (1973, II. fokozat)
- Varga József (1891–1956) vegyészmérnök (1950, II. fokozat; 1952, I. fokozat)
- Varga Lajos (?) kőműves (1951, II. fokozat)
- Varga Levente (1939–2019) építészmérnök (2008)
- Varga Mátyás (1910–2002) festő, díszlettervező (1956, m, II. fokozat)
- Varga Ottó (1909–1969) matematikus (1952, II. fokozat)
- Vargha László (1903–1971) kémikus (1956, II. fokozat)
- Vári Éva (1940) színész (2009)
- Vári Fábián László (1951) költő, műfordító (2021)
- Várjon Dénes (1968) zongoraművész (2020)
- Várkonyi Zoltán (1912–1979) színész, rendező (1953, 1956; mindkettő III. fokozat)
- Vas István (1910–1991) író, költő, műfordító (1962, II. fokozat; 1985)
- Vasadi Péter (1926–2017) költő, író, esszéista (2012)
- Vásárhelyi Boldizsár (1899–1963) mérnök (1958, III. fokozat)
- Vásárhelyi Zoltán (1900–1977) zeneszerző, karnagy (1949, I. fokozat)
- Vásáry Tamás (1933) zongoraművész, karmester (1998)
- Vashegyi György (1970) karmester (2024)
- Vass László (1917–1954) bányamérnök (1954, III. fokozat)
- Vaszil László (1923–1971) mezőgazdász (1963, III. fokozat)
- Vecsei Géza (1902–1960) villamosmérnök (1955, m, II. fokozat)
- Vedres Márk (1870–1961) szobrász (1948, II. fokozat; 1960, I. fokozat)
- Végel László (1941) író, újságíró (2009)
- Vendel Miklós (1896–1977) geológus, petrográfus (1951, II. fokozat)
- Vendl Aladár (1886–1971) geológus (1948, m, I. fokozat)
- Verebélÿ László (1883–1959) villamosmérnök (1953, III. fokozat)
- Veres Péter (1897–1970) író, politikus (1950, I. fokozat; 1952, II. fokozat)
- Veress Sándor (1907–1992) zeneszerző (1949, II. fokozat)
- Veress Zoltán (1901–1965) vegyészmérnök (1955, II. fokozat)
- Vermes Miklós (1905–1990) fizikus, pedagógus (1954, III. fokozat)
- Verő József (1904–1985) kohómérnök (1949, 1958; mindkettő II. fokozat)
- Vészi Endre (1916–1987) író, költő (1978)
- Vidnyánszky Attila (1964) rendező (2011)
- Vidovszky László (1944) zeneszerző (2010)
- Vígh Tamás (1926–2010) szobrász, éremművész (1978)
- Vilmon Gyula (1897–1966) orvos (1948, II. fokozat)
- Vilt Tibor (1905–1983) szobrász (1980)
- Vincze Gábor (1910–1994) gazdasági vezető (1950, m, II. fokozat)
- Vincze Mihály (1919–1980) DÉFOSZ-titkár (1949, m, II. fokozat)
- Vincze Zsuzsa, Zs. táncművész, koreográfus (2024)
- Viski János (1902–1968) földműves (1948, II. fokozat)
- Viski János (1906–1961) zeneszerző (1956, II. fokozat)
- Visky András (1957) író, dramaturg (2024)
- Vitális Sándor (1900–1976) geológus (1951, II. fokozat)
- Vitézy László (1940–2024) filmrendező, forgatókönyvíró, producer (2023)
- Vitray Tamás (1932) televíziós riporter, újságíró (2005)
- Vizeli Balázs hegedűművész (2014, m)
- Vlaszaty Ádámné (1894–1971) tanár (1953, III. fokozat)
- Volf Katalin (1964) balettművész (2000)
- Vörös Imre (1903–1984) gépészmérnök (1951, II. fokozat)
- Vrbovszki János (1897–1966) gazdasági vezető (1949, m, II. fokozat)
- Vukán György (1941–2013) zongoraművész, dzsesszzenész, zeneszerző (2012)

## W
- Walter Imre (1913–2003) gazdasági vezető (1962, III. fokozat)
- Weichinger Károly (1893–1982) építész (1954, II. fokozat)
- Weil Emil (1897–1954) orvos (1949, II. fokozat)
- Weiner Leó (1885–1960) zeneszerző (1950, 1960; mindkettő I. fokozat)
- Went István (1899–1963) orvos, fiziológus (1957, III. fokozat)
- Weöres Sándor (1913–1989) költő, műfordító (1970, II. fokozat)
- Westsik Vilmos (1883–1976) agrármérnök (1952, I. fokozat)
- Wilhelmb Tibor (1893–1968) kohómérnök (1954, II. fokozat)
- Willoner Gedeon (1913–1989) villamosmérnök (1956, m, II. fokozat)
- Winkler Dezső (1901–1985) gépészmérnök (1951, II. fokozat)
- Winter Ernő (1897–1971) elektrofizikus (1950, II. fokozat; 1953, I. fokozat)
- Wix György (1924–1965) orvos, mikrobiológus (1963, II. fokozat)

## Z
- Záborszky Kálmán (1947) karmester, gordonkaművész (2023)
- Zádor Anna (1904–1995) művészettörténész (1992)
- Zádor István (1882–1963) festő, grafikus (1951, II. fokozat)
- Zádori Mária (1948) énekművész (2018)
- Zalaváry Lajos (1923–2018) építészmérnök (1991)
- Zalay Ernő (1912–1965) pedagógus, tanfelügyelő (1953, III. fokozat)
- Zambó János (1916–2000) bányamérnök (1953, II. fokozat)
- Zámbó Pál (1919–1978) kohómérnök (1951, II. fokozat)
- Zathureczky Ede (1903–1959) hegedűművész (1951, 1955; mindkettő I. fokozat)
- Závada Pál (1954) író, szociográfus (2005)
- Zelenák Crescencia (1922–2021) grafikus, plakát- és bélyegtervező (2016)
- Zelk Zoltán (1906–1981) költő (1949, m; 1954; mindkettő II. fokozat)
- Zemplén Géza (1883–1956) kémikus (1948, I. fokozat)
- Zenthe Ferenc (1920–2006) színész (1997)
- Zilahi Márton (1905–1994) gépészmérnök (1956, m, III. fokozat)
- Zimmermann Ágoston (1875–1963) állatorvos, anatómus (1957, I. fokozat)
- Zoboki Gábor (1963) építész (2022)
- Zólyomi Bálint (1908–1997) botanikus, muzeológus (1955, II. fokozat)
- Zorkóczy Béla (1898–1975) gépészmérnök (1956, III. fokozat)

## Zs
- Zsámbéki Gábor (1943) rendező, színigazgató (1988)
- Zsebők Zoltán (1908–1984) orvos, radiológus (1955, m, III. fokozat)
- Zsédely József (1920–1981) szabó (1954, III. fokozat)
- Zsidai János (1909–1980) vájár (1961, III. fokozat)
- Zsigmond András (1918–1985) gépészmérnök (1956, III. fokozat)
- Zsigmond László (1907–1992) történész (1949, m, II. fokozat)
- Zsirai Miklós (1892–1955) nyelvész (1949, II. fokozat)
- Zsótér Sándor (1961) színész, rendező (2006)
- Zsuráfszky Zoltán (1956) táncművész, koreográfus (2013)
- Zsurzs Éva (1925–1997) filmrendező (1973, III. fokozat)

### Csoportos díjazottak
- Amadinda Ütőegyüttes (2004) (tagok: Bojtos Károly, Holló Aurél, Rácz Zoltán, Váczi Zoltán)
- Bartók vonósnégyes (1970, III. fokozat; 1997) (tagok 1970-ben: Botvay Károly, Devich Sándor, Komlós Péter, Németh Géza; 1997-ben: Hargitai Géza, Komlós Péter, Mező László, Németh Géza)
- Budapest Bábszínház társulata (1999) (tagok: Erdős István, Koós Iván, Pataky Imre, Szakály Márta)
- Colorfront Kft. (2013) (tagok: Jászberényi Márk, Perlaki Tamás, Priskin Gyula)
- Csík zenekar (2013) (tagok: Barcza Zsolt, Bartók József, Csík János, Kunos Tamás, Majorosi Marianna, Makó Péter, Szabó Attila)
- Etyek és Vidéke Földművesszövetkezet vezető tagjai (1948, I. fokozat) (tagok: Bogdán József, Gyöngyösi Károly, Meleg János, Szabó István)
- Hódmezővásárhelyi Dózsa Termelőszövetkezeti Csoport vezető tagjai (1950, II. fokozat) (tagok: Banga Imre, Domján Bálint, Égető Ernő, Gémes Ferenc)
- Hosszúpályi Petőfi Termelőszövetkezeti Csoport vezető tagjai (1950, II. fokozat) (tagok: Kéri Lajos és Vincze Gábor)
- Hot Jazz Band (2015) (tagok: Bényei Tamás, Bera Zsolt, Fodor László, Galbács István, Juhász Zoltán, Szabó Lóránt)
- Ibrányi Földművesszövetkezet vezető tagjai (1948, I. fokozat) (tagok: Czifranics Mihály, Cseke Bálint, Géczy Gyula, Németh Sándor, Tar Imre)
- Illés-együttes (2000) (tagok: Bródy János, Illés Lajos, Pásztory Zoltán, Szörényi Levente, Szörényi Szabolcs)
- Kaláka együttes (2000, 2020) (tagok: Becze Gábor, Gryllus Dániel, Gryllus Vilmos, Huzella Péter –csak 2000–, Radványi Balázs)
- Kiskunfélegyházi Gépszövetkezet (1948, II. fokozat) (tagok: Gulyás Lajos, Iványi János, Mészáros Imre, Simányi H. László)
- Kodály vonósnégyes (2022) (tagok: Bangó Ferenc, Éder György, Falvay Attila, Tuska Zoltán)
- Komlói Építőipari Vállalat vezető munkásai [Kovács János-építőbrigád] (1950, II. fokozat) (tagok: Czukor Anna, Bátai Ilona, Kovács János, Márki Lajos, Suszter Irén)
- Misztrál együttes (2024) (tagok: Heigl László, Heinczinger Miklós, Pusztai Gábor, Tóbisz Tinelli Tamás, Török Máté)
- Muzsikás együttes (1999) (tagok: Éri Péter, Hamar Dániel, Sipos Mihály)
- Okányi Földművesszövetkezet (1948, II. fokozat) (tagok: Horváth István és Tóth Imre)
- Omega együttes (2013) (tagok: Benkő László, Debreczeni Ferenc, Kóbor János, Mihály Tamás, Molnár György)
- Tátrai-vonósnégyes (1958, II. fokozat) (tagok: Banda Ede, Iványi József, Szűcs Mihály, Tátrai Vilmos)
- Vujicsics együttes (2014) (tagok: Borbély Mihály, Brczán Miroszláv, Eredics Áron, Eredics Gábor, Eredics Kálmán, Szendrődi Ferenc, Vizeli Balázs)